# Spagna
La Spagna il cui nome ufficiale è Regno di Spagna (in spagnolo Reino de España), è uno stato dell'Europa occidentale ed è membro dell'Unione Europea. Monarchia costituzionale, la Spagna è situata all'estremità occidentale dell'Europa e occupa buona parte della superficie della penisola iberica.
Ha una superficie di 505941 km² e nel 2020 contava circa 47 milioni di abitanti. Confina a nord-est con la Francia (da cui è quasi separata dalla catena dei Pirenei) e Andorra, a sud con Gibilterra, a ovest con il Portogallo e, tramite le sue exclave di Ceuta e Melilla, con il Marocco. È inoltre bagnata a nord e a sud-ovest dall'Oceano Atlantico e a est e a sud dal mar Mediterraneo. Alla Spagna appartengono le Isole Canarie e Isole Baleari, l'exclave di Llívia, così come l'isola dei Fagiani nel fiume Bidasoa (in condominio con la Francia).
La capitale del Paese è Madrid, che ricopre tale funzione ininterrottamente dal 1561, salvo un quinquennio tra il 1601 e il 1606. La lingua ufficiale dello Stato è lo spagnolo; altre lingue (es. catalano, galiziano, basco) o dialetti (es. valenzano), sono, come recita la costituzione, «ufficiali nell'ambito delle rispettive comunità autonome conformemente ai propri statuti».
Con la romanizzazione della Hispania, i Romani impressero la propria lingua, religione e cultura, in forma indelebile, alla Spagna e al suo popolo. Con la caduta dell'Impero Romano d'Occidente la Spagna è stata coinvolta da ondate migratorie successive che hanno interessato tutta la penisola iberica da parte di popolazioni germaniche come i Visigoti, gli Alani, i Vandali e gli Suevi. In alcune fasi importanti della storia europea la Spagna ha detenuto un ruolo significativo, come nel periodo della Reconquista, nel quale i regni cristiani delle regioni interne della Penisola iberica respinsero progressivamente dal territorio gli occupanti arabi, che furono definitivamente allontanati nel 1492 a opera di Ferdinando d'Aragona e Isabella di Castiglia (Los Reyes Católicos). Da inizio XVI fino a inizio XIX secolo la monarchia spagnola fu a capo di un vasto impero coloniale che si estendeva in tutti e cinque i continenti. Ridottosi drasticamente in estensione e popolazione, tale impero riuscì tuttavia a sopravvivere fino alla fine del XX secolo.
Tra il 1808 e il 1812 la vittoriosa ribellione del popolo spagnolo contro Giuseppe Bonaparte, che Napoleone aveva insediato sul trono di Spagna per annettersi di fatto anche la penisola iberica, pose le basi per l'avvio della lenta rinascita e modernizzazione della Spagna, tuttavia interrotta per un quarantennio a seguito della guerra civile del 1936 contro il governo repubblicano spagnolo condotta da forze golpiste appoggiate dal Vaticano e dai governi nazifascisti di Italia e Germania; tra il 1936 e il 1975 la Spagna conobbe la dittatura di Francisco Franco e solo alla morte di quest'ultimo il Paese tornò alla democrazia con il ritorno a un sistema parlamentare e l'insediamento al trono del sovrano Juan Carlos di Borbone; il processo di democratizzazione del Paese si consolidò con l'entrata della Spagna nella comunità economica europea nel 1986 e, a seguire, nell'Unione europea.
La Spagna è la quattordicesima economia più grande del mondo e la quarta più grande dell'Unione Europea. Al 2025 il sovrano del Paese è Filippo VI, della dinastia dei Borbone-Spagna, subentrato nel 2014 a suo padre Juan Carlos I, che abdicò alle sue funzioni dopo 38 anni e mezzo di regno. Il primo ministro è il socialista Pedro Sánchez, capo del governo da giugno 2018.

## Etimologia
Il nome España deriva dal latino Hispania, termine utilizzato dai romani fin dal III secolo a.C. per indicare l'intera penisola iberica e l'insieme delle province, da essi costituite, che successivamente la conformeranno. Tale termine si venne gradualmente a imporre su quello greco Iberia, che passò ad avere (e ha tuttora) connotazioni puramente geografiche. Tuttavia, non avendo la parola Hispania nessuna radice che potesse riallacciarsi al latino antico né all'indoeuropeo, si è molto speculato sulle sue possibili origini, le quali hanno dato luogo a numerose ipotesi.

### Ipotesi fenicia
Non solo è la più diffusa, ma è anche quella che storicamente sembra avere maggiore fondamento. Secondo tale ipotesi l'etimologia di Hispania potrebbe derivare:
- dal termine sf(a)n, probabilmente coniglio, visto che la parola fenicia i-shphhanim letteralmente indica una procavia. Un'altra versione di questa stessa etimologia sarebbe hi-shphanim, "isola dei conigli", o nuovamente "delle procavie";
- dalla radice fenicia span, il cui significato è occulto. Si voleva probabilmente indicare con tale termine un territorio remoto e poco accessibile da parte di un popolo di navigatori come quello fenicio;
- dalla parola i-span-ya, "costa" o "isola dei forgiatori" o "delle forge (di metalli)", che trova una sua ragione d'essere dall'intensa attività mineraria e metallurgica delle coste andaluse al tempo in cui i fenici giunsero in Spagna. Ricordiamo a tale proposito che la ricchezza del sottosuolo andaluso fu tra le ragioni per cui essi stabilirono nell'estremo sud peninsulare le loro prime e più importanti colonie;[10]
- dal termine fenicio traducibile con nord, in quanto la penisola spagnola si trova a nord del continente africano, terra di provenienza dei Punici.

### Ipotesi greca
Due sono le principali congetture che si sono fatte su una possibile derivazione di Hispania dal greco antico:
- da esperos, nome della prima stella che potevano vedere a occidente dopo il crepuscolo. Il fonema potrebbe poi avere subito una mutazione, arrivando alla parola Hispania;
- dal dio Pan.

### Ipotesi autoctona
Si basa sulle seguenti etimologie:
- dal termine ibero di hispalis, occidente, che poi passò a designare la città di Siviglia, la quale in epoca romana diede, sempre secondo i sostenitori di tale ipotesi, il nome all'intera penisola;
- dal basco Ezpaina, labbro, ma anche bordo, confine o, più probabilmente, Izpania, la cui radice iz entra nella composizione di alcuni sostantivi, fra cui dividere.

## La bandiera

Lo stemma presente sulla bandiera.

La bandiera spagnola fu voluta dal re Carlo III nel 1785.
È formata da due strisce orizzontali rosse e una grande gialla.
All'interno si notano lo stemma nazionale, formato dall'insieme degli stemmi della Castiglia (un castello d'oro su sfondo rosso), León (un leone rampante color porpora), Aragona (quattro strisce verticali rosse su sfondo oro), Navarra (catene d'oro su sfondo rosso) e Granada (un melograno con foglie verdi). Il tutto è sormontato da una corona reale e posizionato al centro tra le due Colonne d'Ercole (che rappresentano lo stretto di Gibilterra) con il motto Plus Ultra, in riferimento alla espansione imperiale spagnola. Al centro della bandiera il simbolo della casata dei Borbone: tre gigli dorati su sfondo azzurro.

## Storia
Le prime testimonianze scritte della penisola iberica la danno come una terra popolata in gran parte dagli Iberici, dai Baschi e dai Celti. Dopo una faticosa conquista, la penisola cadde sotto il dominio di Roma. Durante il Medioevo passò sotto il dominio germanico, ma più tardi fu conquistata dai mori invasori dal Nord Africa. In un processo durato secoli, i piccoli regni cristiani del nord ripresero gradualmente il controllo della penisola. L'ultimo regno moresco cadde nello stesso anno in cui Cristoforo Colombo raggiunse le Americhe (1492). In questo periodo iniziò un impero mondiale che vide la Spagna diventare una potenza leader nel mondo per un secolo.
Le continue guerre e altri problemi hanno portato alla progressiva diminuzione del potere dell'Impero spagnolo. L'invasione napoleonica della Spagna portò la nazione al caos, innescando movimenti indipendentisti che devastarono la maggior parte dell'impero e lasciando il paese politicamente instabile. Prima della seconda guerra mondiale, la Spagna subì una devastante guerra civile che portò all'instaurarsi di un governo autoritario, che coincise con un periodo di stagnazione ma che si concluse con un potente impulso economico. La democrazia fu poi pacificamente ristabilita nella forma di una monarchia costituzionale parlamentare. Nel 1986, la Spagna ha aderito all'Unione europea, vivendo una rinascita culturale e una costante crescita economica.

### Preistoria e popoli pre-romani
Le ricerche archeologiche presso Atapuerca indicano che la penisola iberica fosse stata popolata da ominidi fin da 1,2 milioni di anni fa. Gli uomini moderni arrivarono in Iberia, da nord a piedi, circa 32 000 anni fa. I manufatti più noti di questi insediamenti preistorici sono i famosi dipinti della grotta di Altamira in Cantabria che sono stati realizzati circa nel 15000 a.C. dall'uomo di Cro-Magnon.
Testimonianze archeologiche e genetiche suggeriscono che la penisola iberica sia servita come uno dei territori principali da cui è partito il ripopolamento del nord Europa dopo la fine dell'ultima era glaciale.
I due popoli storici principali della penisola furono gli Iberi e i Celti. Gli iberici si insediarono sul lato Mediterraneo da nord-est a sud-est. I Celti abitavano invece l'Atlantico, a nord, in centro, a nord-ovest e sud-ovest della penisola. I Baschi occuparono la zona occidentale della catena montuosa dei Pirenei e le aree adiacenti.
Tra il 500 e il 300 a.C., i marinai Fenici e i Greci fondarono colonie commerciali lungo la costa mediterranea. I Cartaginesi esercitarono brevemente il controllo su gran parte del versante mediterraneo della penisola, fino a quando furono sconfitti nelle guerre puniche dai Romani.

### Spagna romana e gotica

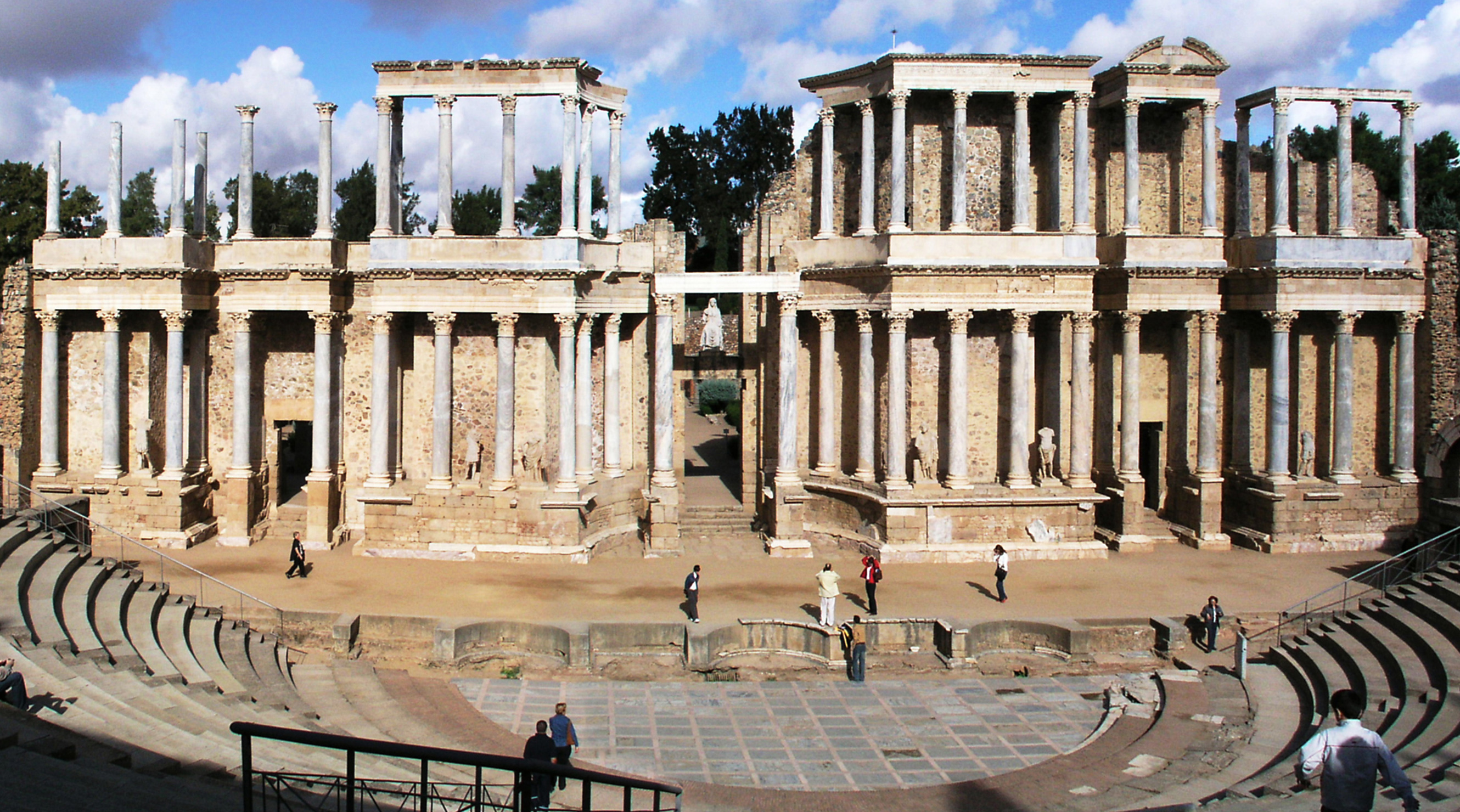
Teatro romano di Mérida (Badajoz).

Durante la seconda guerra punica, l'espansione della Repubblica Romana, portò alla presa di alcune colonie commerciali cartaginesi lungo la costa mediterranea. Ci vollero però quasi due secoli perché i romani completassero la conquista della penisola iberica. Il dominio romano portò la lingua, la legge e le strade.
Le culture delle popolazioni celtiche e iberiche, furono progressivamente romanizzate. I comandanti locali furono ammessi alla classe aristocratica romana. La Spagna produceva grande quantità di grano per il mercato romano e dai suoi porti veniva esportato oro, lana, olio d'oliva e vino. La produzione agricola aumentò con l'introduzione di irrigazione. Gli imperatori Traiano, Adriano, Teodosio I e il filosofo Seneca sono nati in Spagna. Il cristianesimo fu introdotto nel paese nel I secolo e divenne progressivamente popolare.
L'indebolimento dell'Impero romano d'Occidente in Spagna iniziò nel 409, quando gli Svevi e i Vandali, insieme agli Alani, attraversarono il Reno e devastarono la Gallia per poi essere spinti in Spagna dai Visigoti. Gli Svevi stabilirono un regno dove oggi vi è la moderna Galizia e il nord del Portogallo.
I Vandali Silingi occuparono la regione il cui nome ricorda ancora la loro denominazione: Vandalusia, la moderna Andalusia. I Bizantini stabilirono una sorta di enclave nel sud del paese, con l'intento di far rivivere l'Impero romano in tutta l'Iberia. Alla fine, comunque, la Spagna fu riunita sotto la dominazione visigota.

### Spagna musulmana

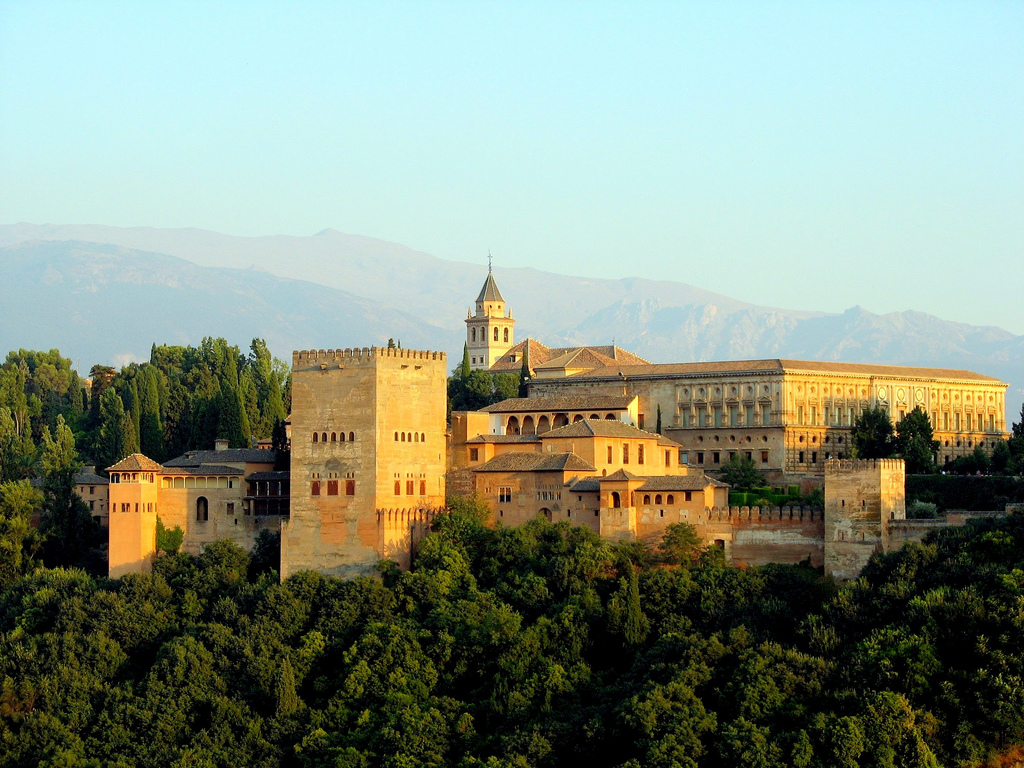
L'Alhambra, Granada.

Nell'VIII secolo la quasi totalità della penisola iberica fu conquistata da eserciti musulmani in gran parte arabi provenienti dal Nord Africa. Queste conquiste erano parte dell'espansione dell'impero omayyade. Solo una piccola area montuosa nel nord-ovest della penisola riuscì a resistere all'invasione iniziale.
Secondo la legge islamica, i cristiani e gli ebrei ricevettero lo status di dhimmi subordinato. Questo permise ai cristiani e agli ebrei di praticare la propria religione, preghiera e fede senza essere discriminati.

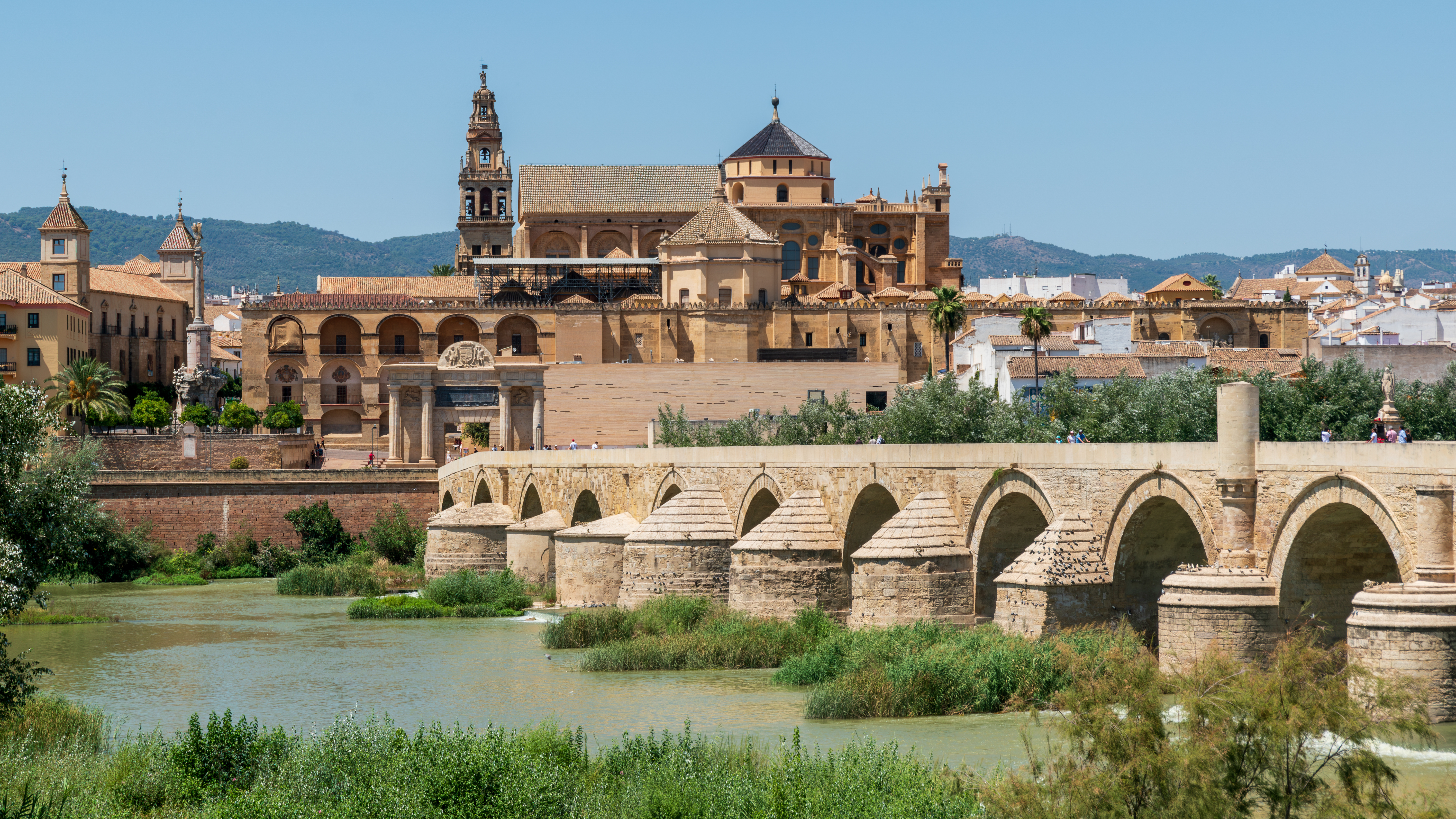
Cordova.

La conversione all'Islam ha proceduto a un ritmo in costante aumento. Il muladies (musulmani di origine etnica iberica) si ritiene abbiano costituito la maggioranza della popolazione entro la fine del X secolo.

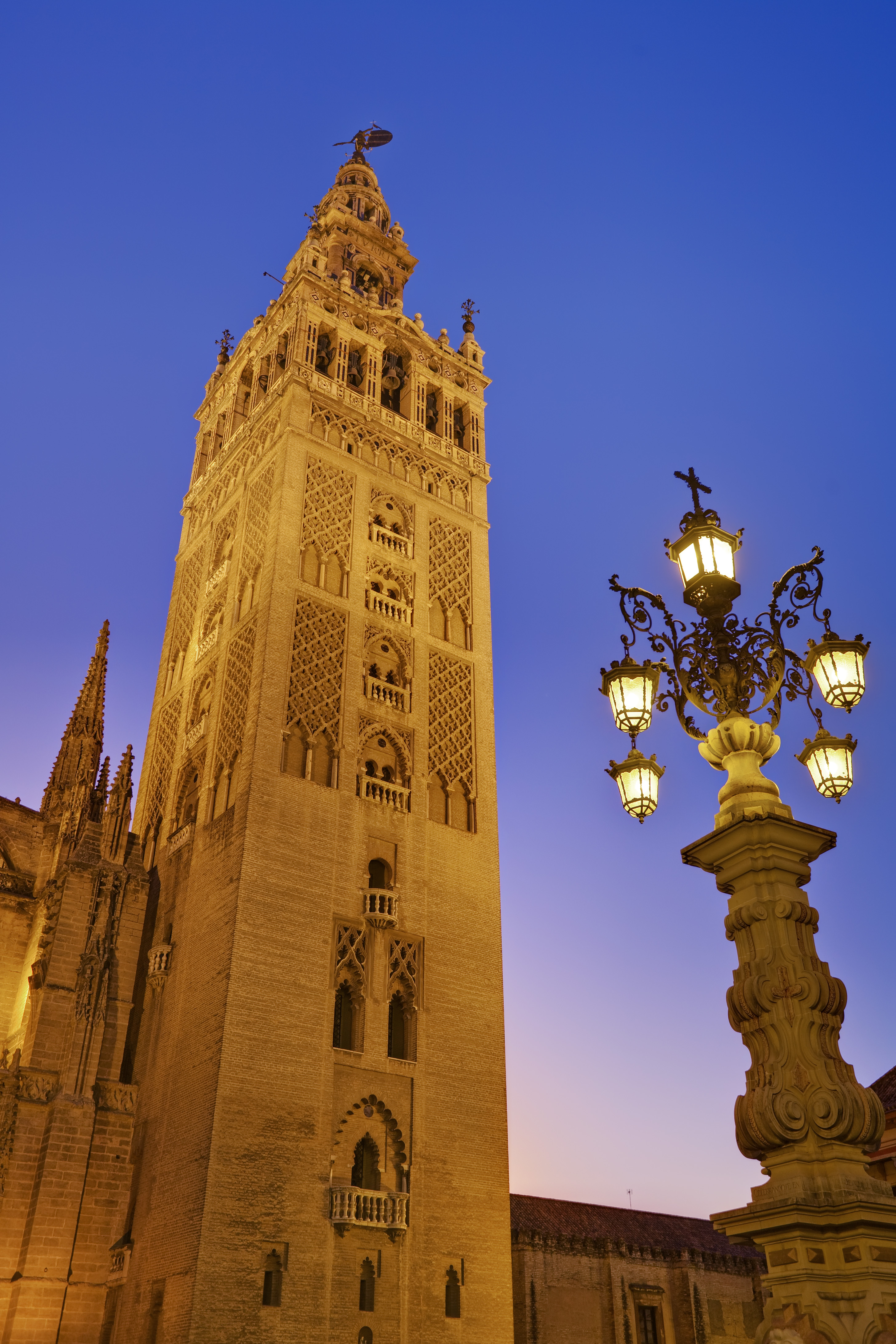
La Giralda, la torre campanaria della Cattedrale di Siviglia.

Cordova era la capitale del califfato ed era la più grande e più ricca città in Europa occidentale. Il commercio nel mediterraneo favorì lo scambio culturale e la ricca tradizione intellettuale musulmana contagiò gran parte degli intellettuali europei.

### Caduta dei musulmani eReconquista
La Reconquista (“Riconquista”) fu un periodo, durato 750 anni, in cui avvenne l'espansione, ai danni dei Regni Moreschi da parte dei sovrani cristiani della Spagna. L'inizio della Reconquista è fatta coincidere con la battaglia di Covadonga nel 722. La vittoria Cristiana ha portato alla creazione del Regno delle Asturie lungo le montagne nord-occidentali della costa. Poco dopo, nel 739, le forze musulmane furono cacciate dalla Galizia, che per i cristiani rappresentava uno dei luoghi più sacri con la presenza del santuario di Santiago di Compostela. Gli eserciti musulmani si spostarono a nord dei Pirenei, ma furono sconfitti dalle forze dei Franchi nella battaglia di Poitiers. Più tardi, le forze dei Franchi stabilirono contee cristiane sul versante meridionale dei Pirenei. Queste aree hanno visto sorgere i regni di Navarra e di Aragona, e la Contea di Barcellona. Per molti secoli, il confine fluttuante tra le aree musulmane e cristiane si estese lungo le valli dell'Ebro e del Duero.
La cattura della città, strategicamente centrale, di Toledo, avvenuta nel 1085, ha segnato un cambiamento significativo nella bilancia del potere a favore dei regni cristiani.
Nel XIII secolo e XIV, la setta musulmana Marinids, proveniente dal Nord Africa invase e stabilì alcune enclavi sulla costa meridionale, ma fallirono il tentativo di ristabilire il dominio musulmano in Iberia e presto furono scacciati. Il XIII secolo vide anche il tentativo della Corona d'Aragona, di espandere la sua influenza attraverso isole del Mediterraneo, in Sicilia e anche ad Atene. In questo periodo furono istituite le università di Palencia (1212/1263) e l'università di Salamanca (1218/1254). La peste nera del 1348 e del 1349 devastò la Spagna.

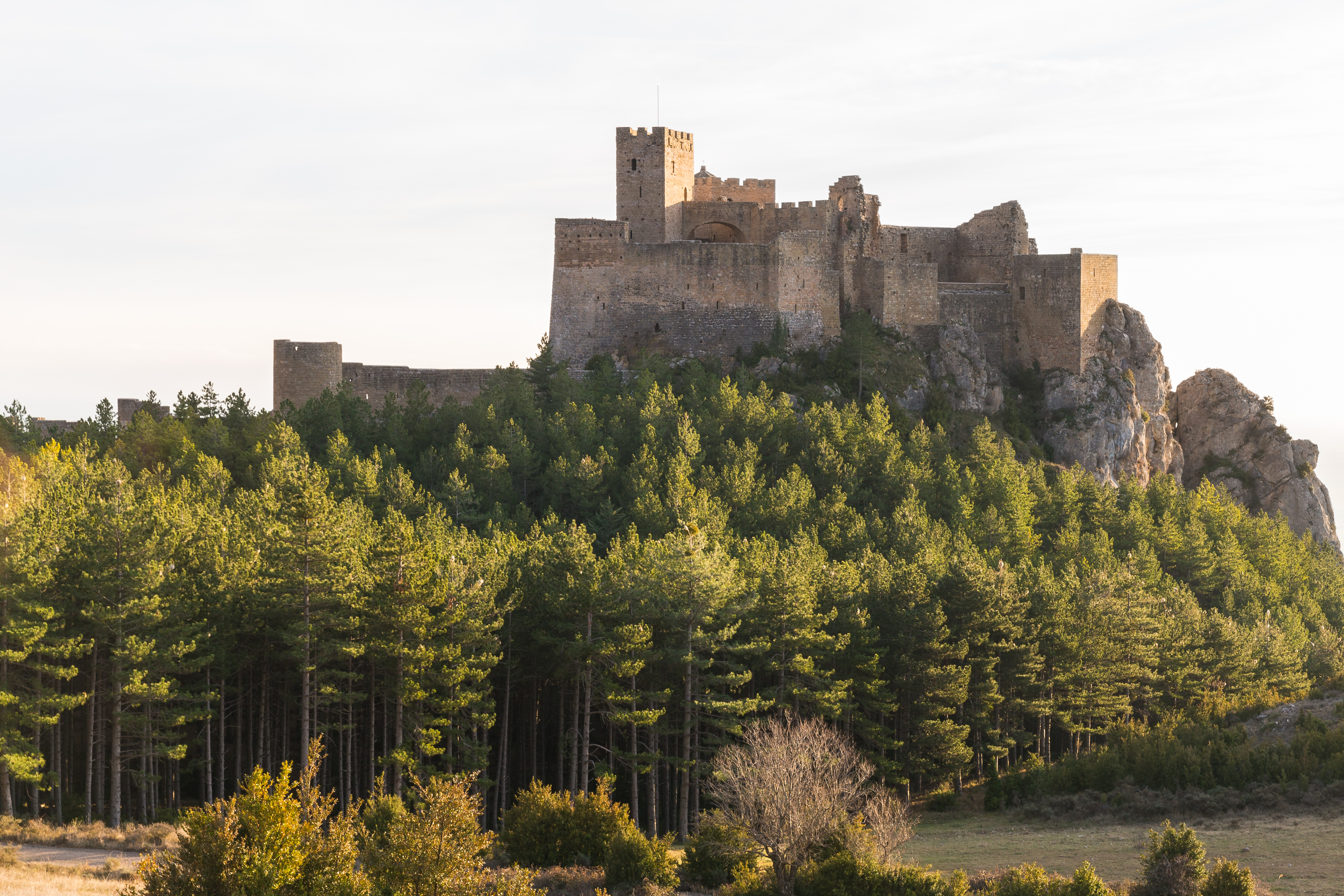
Castello di Loarre, Huesca.

Nel 1469, le corone dei regni cristiani di Castiglia e Aragona furono riunite dal matrimonio di Isabella I di Castiglia e Ferdinando II d'Aragona. Fu avviato il completamento della conquista delle Isole Canarie e nel 1492, le forze di Castiglia e Aragona presero l'Emirato di Granada, chiudendo l'ultimo baluardo di 781 anni di presenza della dominazione islamica in Iberia. Il trattato di Granada garantì tolleranza religiosa verso i musulmani. L'anno 1492 segnò anche l'arrivo nel Nuovo Mondo di Cristoforo Colombo, grazie a un viaggio finanziato da Isabella. Quello stesso anno, in Spagna, agli ebrei fu ordinato di convertirsi al cattolicesimo, pena l'espulsione dai territori spagnoli o anche la morte durante l'Inquisizione spagnola. Pochi anni dopo, a seguito di disordini sociali, i musulmani furono espulsi nelle stesse condizioni.

### La Spagna imperiale

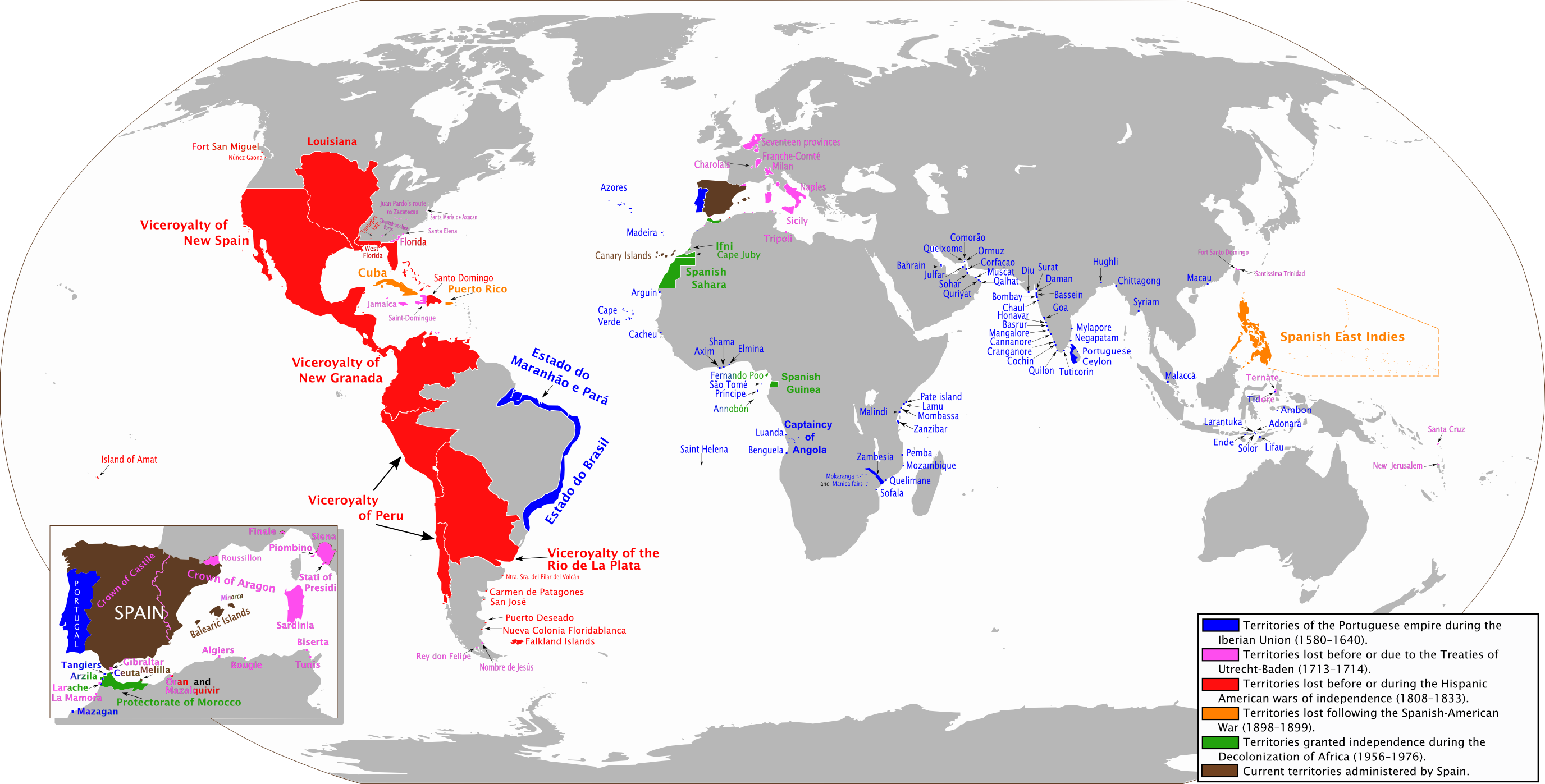
Influenza storica dell'Impero spagnolo.

L'unificazione delle corone di Aragona e Castiglia ha posto le basi per la moderna Spagna e per l'impero spagnolo. La Spagna fu così un'indiscussa potenza europea per tutto il XVI secolo e per la maggior parte del XVII, grazie al commercio e i possedimenti coloniali. In questi anni la Spagna fu impegnata in numerosi eventi bellici, tra cui: le guerre d'Italia, la rivolta dei Comuneros, la cosiddetta “Rivolta degli accattoni”, la rivolta dei Moriscos e la guerra anglo-spagnola.
Fu un periodo anche di grosso fermento culturale, grazie all'apertura di nuove rotte, all'esplorazione del mondo e agli scambi commerciali, la Spagna visse il cosiddetto “secolo d'oro”. Le attività culturali ebbero il loro epicentro nell'università di Salamanca.
In campo religioso nel 1534 venne fondata la Compagnia di Gesù da Ignazio di Loyola, autore degli Esercizi spirituali.
Nella seconda metà del XVII secolo, la Spagna andò incontro a un graduale declino relativo. Nonostante qualche piccola perdita di territori in Francia, mantenne il suo vasto impero oltreoceano fino agli inizi del XIX secolo.
Il declino culminò nella guerra di successione spagnola che si risolse in un grande conflitto internazionale e in una guerra civile, che emarginò la Spagna dalle maggiori potenze mondiali.
Durante questa guerra, una nuova dinastia originaria della Francia, i Borbone, assunse il potere, abolendo molti dei vecchi privilegi e le leggi regionali.
Il XVIII secolo vide una graduale ripresa e un aumento della prosperità in gran parte dell'impero. La monarchia borbonica fece molte opere di modernizzazione, sullo stile del sistema francese, riguardo alla gestione amministrativa ed economica. Le idee dell'Illuminismo iniziarono a guadagnare spazio tra alcuni appartenenti all'élite del regno e della monarchia.

### Dominazione napoleonica e le sue conseguenze

3 maggio 1808, dipinto da Goya che raffigura la repressione dei rivoluzionari spagnoli da parte delle truppe francesi

La situazione francese spinse la corona spagnola su posizioni assolutistiche. Nel 1793, la Spagna entrò in guerra contro la nuova Repubblica francese, che aveva rovesciato e giustiziato il suo re Borbone, Luigi XVI. Sconfitta sul campo, la pace fu siglata nel 1795 e la Spagna diventò uno Stato cliente della Francia. Nel 1807, il trattato segreto di Fontainebleau tra Napoleone e Manuel Godoy, fu profondamente impopolare e portò a una dichiarazione di guerra contro la Gran Bretagna e il Portogallo. Le truppe francesi entrarono nel regno incontrastate, con la scusa di invadere il Portogallo, occuparono le fortezze spagnole, portando all'abdicazione del re spagnolo a favore del fratello di Napoleone, Giuseppe Bonaparte.
Questo monarca fantoccio straniero veniva considerato dagli spagnoli con disprezzo. La rivolta del due di maggio fu una delle tante rivolte nazionalistiche contro il regime bonapartista in tutto il paese. Queste rivolte segnarono l'inizio della guerra d'indipendenza spagnola. Napoleone fu costretto a intervenire personalmente, sconfiggendo diversi eserciti spagnoli, che risentivano di una inefficiente organizzazione e dovette scontrarsi anche contro i più organizzati inglesi, alleati dei rivoluzionari. Tuttavia, a causa della potenza inglese e della disastrosa campagna di Russia, nel 1814 l'esercito francese fu cacciato e il re Ferdinando VII fece ritorno sul trono.
Le invasioni francesi devastarono l'economia e lasciarono la Spagna soggetta a una forte instabilità politica. Le lotte di potere del XIX secolo portarono alla perdita di tutte le colonie americane, fatta eccezione per Cuba e Porto Rico.

### Guerra ispano-americana

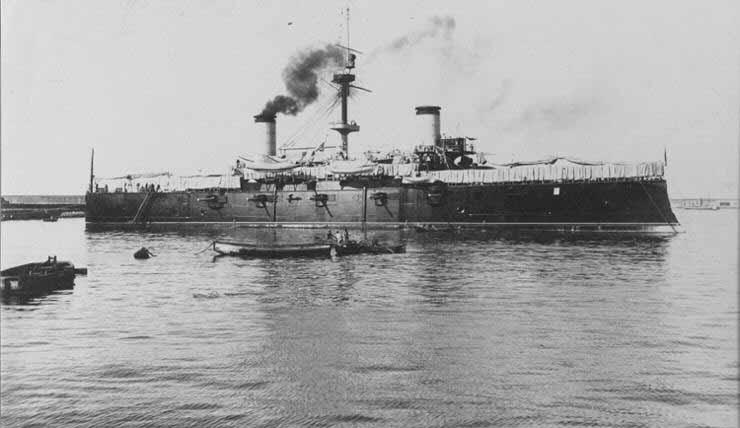
La nave spagnola Cristóbal Colón, distrutta durante la battaglia di Santiago de Cuba il 3 luglio 1898

A causa dell'instabilità politica e della crisi economica che ha colpito la Spagna nel XIX secolo, sorsero movimenti nazionalisti nelle Filippine e a Cuba, all'epoca sotto il controllo spagnolo. Questi movimenti portarono a delle guerre di indipendenza che coinvolsero anche gli Stati Uniti. Nonostante l'impegno dei vari reparti militari, l'esercito spagnolo era mal gestito ai più alti livelli e questo portò alla disfatta nella guerra ispano-americana. Tale guerra si risolse con il trattato di Parigi del 1898 in cui Cuba ottenne l'indipendenza e la Spagna fu costretta a cedere le Filippine, Guam e Porto Rico agli Stati Uniti per la somma di 20 milioni di dollari.
La disfatta militare (chiamata El desastre) contribuì a dare impulso alla Generazione del '98, un gruppo di intellettuali spagnoli che condussero un'analisi molto critica sulla situazione del paese.

### Guerra civile spagnola
L'inizio del XX secolo portò un po' di pace alla Spagna, che prese parte, sia pure senza grandi ambizioni, alla corsa delle potenze europee a colonizzare il continente africano: divennero colonie spagnole il Sahara Occidentale, una parte del Marocco e la Guinea Equatoriale. Le pesanti perdite subite durante la guerra del Rif in Marocco contribuirono a minare il prestigio della monarchia. Un periodo di regime autoritario del generale Miguel Primo de Rivera (1923-1930) si concluse con l'instaurazione della Seconda repubblica spagnola, che offrì l'autonomia politica ai Paesi Baschi, alla Catalogna, alla Galizia e estese il diritto di voto alle donne.
Nel luglio 1936 ebbe inizio la guerra civile spagnola, per opera delle forze nazionaliste ostili alla Repubblica, guidate dal generale di ideologia fascista Francisco Franco, le quali uscirono vittoriose grazie anche all'appoggio della Germania nazista e dell'Italia fascista.
La guerra civile durò tre anni e causò la morte di oltre mezzo milione di persone e l'emigrazione di circa 500 000 cittadini, la maggior parte dei loro discendenti vive oggi nei paesi dell'America Latina, di cui se ne contano circa 300 000 nella sola Argentina.

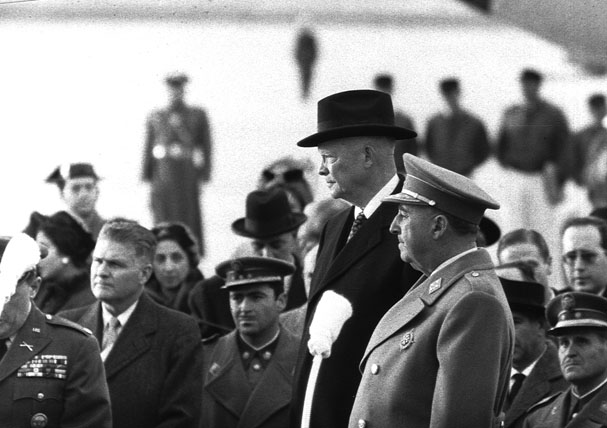
Francisco Franco e il presidente statunitense Eisenhower, Madrid, 1959.

### Il Franchismo
La Spagna della dittatura di Franco si dichiarò neutrale durante la seconda guerra mondiale, ma mantenne un rapporto di sintonia con le potenze dell'Asse con le quali condivideva l’ideologia. L'unico partito legale sotto il regime franchista fu la Falange Española Tradicionalista y de las Juntas de Ofensiva Nacional Sindicalista, formatosi nel 1937. Il partito era dichiaratamente anticomunista, cattolico e nazionalista. Più tardi il partito fu ribattezzato in Movimiento Nacional.
Nel dopoguerra la Spagna era un paese politicamente ed economicamente marginale e fuori dalle Nazioni Unite. La situazione mutò nel 1955, durante il periodo della guerra fredda, quando divenne strategicamente importante per gli Stati Uniti stabilire una presenza militare nella penisola iberica, come contenimento per un eventuale mossa dell'URSS nel bacino del Mediterraneo.
Nel corso del decennio successivo furono forniti al paese aiuti finanziari di una certa consistenza che, unitamente all'impetuoso sviluppo turistico, in particolare di numerose aree costiere, contribuirono ad assicurare alla Spagna tassi di crescita economica sempre più sostenuti che diedero un forte impulso alla modernizzazione del Paese. Avvenne il "miracolo spagnolo".
Alla morte di Franco, avvenuta nel novembre 1975, Juan Carlos divenne re di Spagna e capo di Stato, in conformità con la legge.

### Il ritorno della democrazia

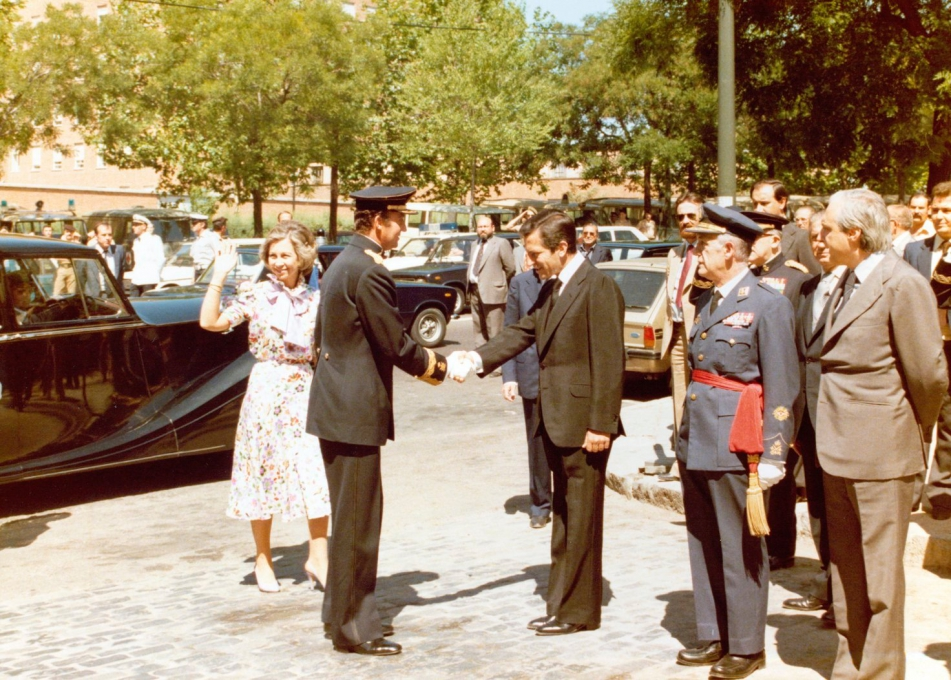
Re Juan Carlos I di Spagna insieme ad Adolfo Suárez

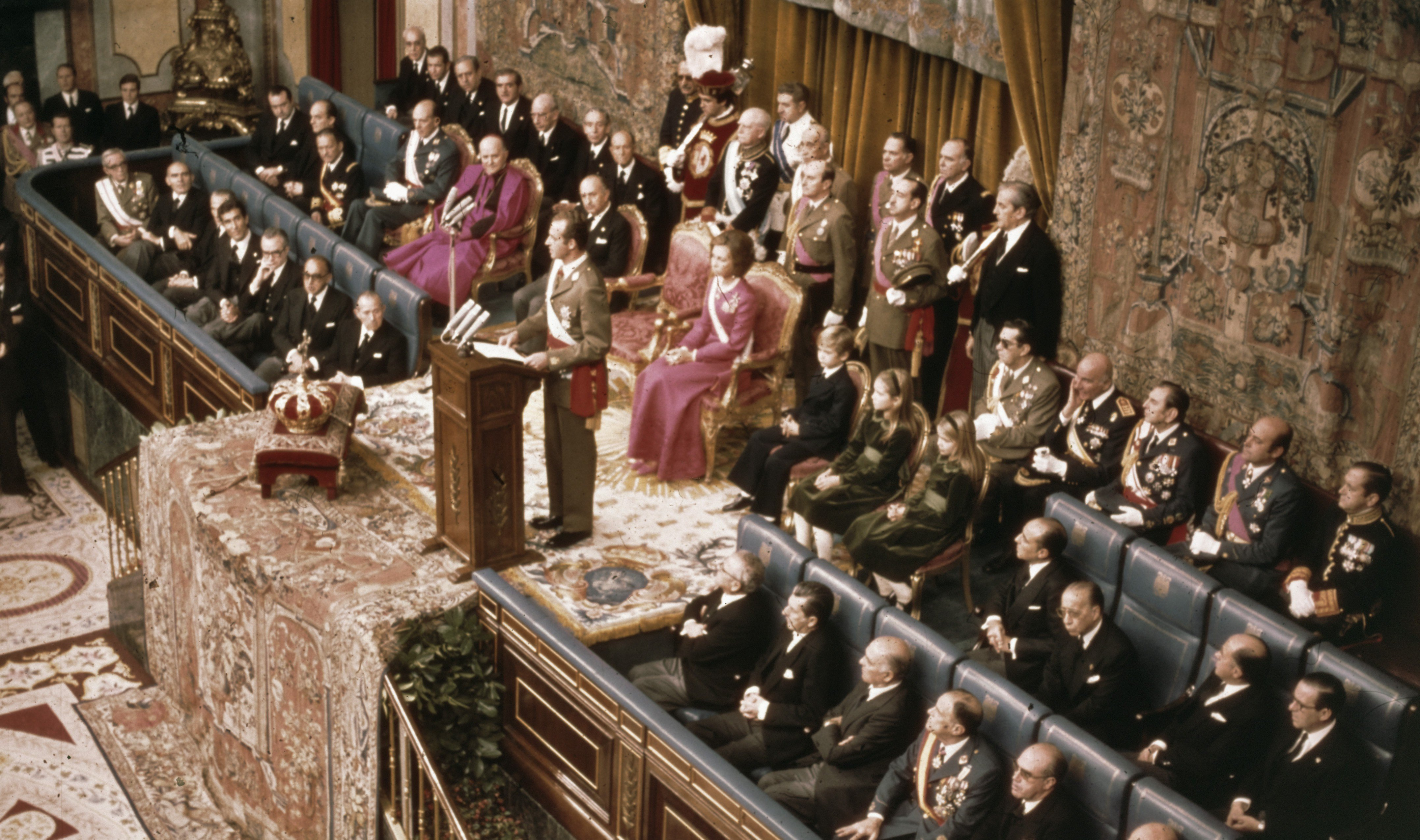
22 novembre 1975, Juan Carlos I pronuncia davanti alle Cortes il discorso per l'inizio del suo regno

Il nuovo re, Juan Carlo I di Borbone insieme al nuovo Presidente del Governo spagnolo Adolfo Suárez, virarono in modo deciso verso una transizione democratica e con l'approvazione della nuova Costituzione spagnola del 1978 e l'arrivo della democrazia, lo Stato ha devoluto alcune autorità alle regioni creando un'organizzazione interna basata sulle comunità autonome.
Nei Paesi Baschi, il nazionalismo moderato basco ha convissuto con un movimento radicale nazionalista guidato dall'organizzazione armata ETA. Il gruppo si è formato nel 1959 durante il regime di Franco, ma ha continuato a condurre la sua campagna violenta anche dopo il ripristino della democrazia e il ritorno a un ampio grado di autonomia regionale.
Il 23 febbraio 1981, elementi ribelli tra le forze di sicurezza hanno tentato un colpo di Stato nel tentativo di imporre un governo militare. Re Juan Carlos ha preso personalmente il comando delle forze armate e con successo ha portato i golpisti alla resa.
Il 30 maggio 1982, la Spagna ha aderito alla NATO e nello stesso anno il PSOE è salito al potere. 
Sempre nel 1982 si sono tenuti in Spagna i Mondiali di calcio FIFA, che hanno contribuito a far riscoprire il Paese al Mondo, dopo gli anni di dittatura e di transizione alla democrazia.
Nel 1986 la Spagna ha aderito alla Comunità europea; nello stesso anno, a seguito di un referendum, il paese ha confermato la sua appartenenza alla NATO.
Anche le Olimpiadi di Barcellona e la EXPO di Siviglia, tenutesi nel 1992, hanno sortito un benefico effetto per la ripresa del turismo e per far conoscere il modello di vita e i costumi della nuova Spagna.

### La Spagna nel XXI secolo

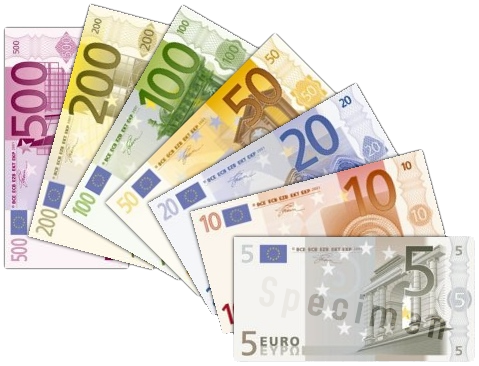
Euro, valuta ufficiale in Spagna dal 2002

Come si è già accennato, a partire dagli anni sessanta del Novecento la Spagna ha vissuto un'epoca di grande sviluppo economico, con tassi di crescita nettamente superiori alla media europea. Tale sviluppo continuò anche dopo il 1º gennaio 2002 allorquando il Paese adottò l'euro (che condivide con altri 18 Paesi della zona euro) in sostituzione della peseta spagnola ed ebbe termine solo con la grande crisi economica iniziata nel 2008.
L'11 marzo 2004, un attentato terroristico colpì alcuni treni pendolari di Madrid. Dopo un processo durato cinque mesi, si è concluso che gli attentati sono stati perpetrati da un locale gruppo militante islamico ispirato da al-Qaida. Gli attentati uccisero 191 persone e portarono al ferimento di più di 1800. Si è ipotizzato da taluni che l'intenzione degli autori fosse rivolto a influenzare l'esito delle elezioni generali del 2004 avvenute tre giorni dopo, che portarono alla vittoria del PSOE, guidato da José Luis Rodríguez Zapatero.
Durante il governo Zapatero la Spagna divenne il terzo paese al mondo, dopo Paesi Bassi e Belgio, a legalizzare il matrimonio omosessuale (con adozioni) il 30 giugno 2005.
Nel 2014 dopo 39 anni di regno Re Juan Carlos ha abdicato in favore del figlio, divenuto re con il nome di Felipe VI di Spagna.
Il 1º ottobre 2017 si è tenuto un referendum sull'indipendenza della Catalogna promosso dalla Generalitat de Catalunya, ma dichiarato incostituzionale e illegittimo dal Governo centrale della Spagna. Dopo il referendum, il Parlamento catalano ha votato per dichiarare unilateralmente l'indipendenza della regione dalla Spagna per formare una Repubblica catalana lo stesso giorno in cui il Senato spagnolo stava discutendo l'approvazione del governo diretto sulla Catalogna come richiesto dal Primo ministro spagnolo Mariano Rajoy. Lo stesso giorno il Senato concesse al Governo poteri diretti sul governo locale, consentendo a Rajoy di sciogliere il parlamento catalano e indire nuove elezioni. Il referendum non fu considerato legittimo da nessun Paese estero, per tanto nessun Paese riconobbe la Catalogna come stato indipendente.

## Geografia
La Spagna è una nazione dell'Europa sud-occidentale, che comprende circa l'85% della penisola iberica. L'area totale è di 504782 km², dei quali 499542 km² sono di terra e 5 240 di acque.

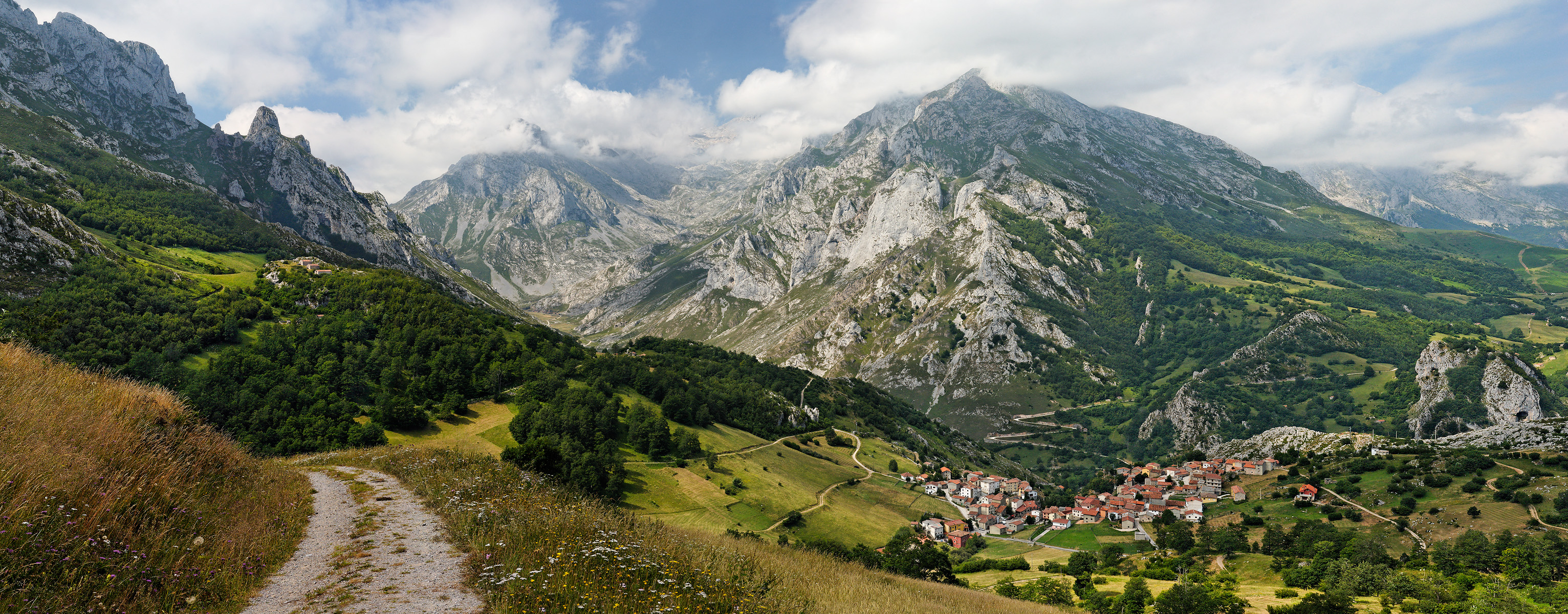
Panorama in Asturie.

La Spagna presenta un vasto altopiano chiamato Meseta che si estende per circa 400000 km². Esso è circondato da varie catene montuose: la Cordigliera Cantabrica a nord, i Pirenei a nord-est che separano la Spagna dalla Francia e le cui cime superano i 3 000 metri, il Sistema Centrale nel centro, il Sistema Betico e la Sierra Morena a sud, a est il Sistema Iberico. La montagna più alta della Spagna continentale è quella del Sistema Betico: il Mulhacén con i suoi 3 482 metri di altezza. La pianura più estesa è la Depressione Betica in Andalusia, e tutte si trovano lungo la linea costiera che si estende per 4000 km.

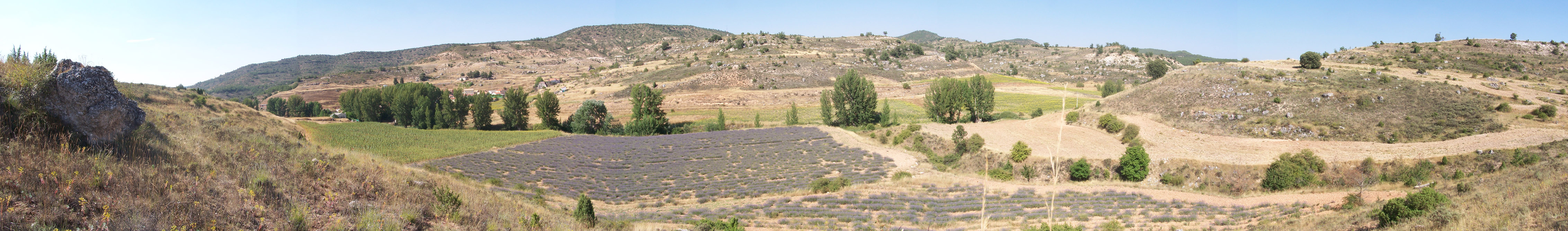
Panorama in Castiglia-La Mancia.

I confini della Spagna sono formati per il 72% (4964 km) dal mare e per il 28% (1917 km) da terra. Il Mare di Cantabria (Golfo di Biscaglia) si trova a nord, il Mar Mediterraneo e il Mare delle Baleari a sud e sud-est, il Portogallo e l'Oceano Atlantico a ovest e la Francia e Andorra a nord-est, lungo i Monti Pirenei. La costa mediterranea si estende per 1660 km, mentre quella atlantica per 710 km. I Pirenei si estendono per 435 km dal Mar Mediterraneo al Golfo di Biscaglia. Nell'estremo sud della Spagna si trova lo stretto di Gibilterra, che separa la Spagna e il resto dell'Europa dal Marocco, nel Nord Africa. Il Teide con i suoi 3 718 metri sul livello del mare (e i circa 7000 m sopra la piattaforma oceanica) è la vetta più alta di Spagna e la cima più alta di tutto l'Atlantico. È il terzo più grande vulcano del mondo dalla sua base.
Al largo della penisola iberica ci sono diverse altre zone spagnole: le Isole Baleari nel Mar Mediterraneo, le Isole Canarie a sud-ovest, a circa 108 km a nord-ovest dell'Africa; ci sono inoltre altre cinque terre di sovranità spagnola (plazas de soberanía) sulla costa del Marocco: Ceuta, Melilla, Isole Chafarinas, Peñón de Alhucemas e Peñón de Vélez de la Gomera.

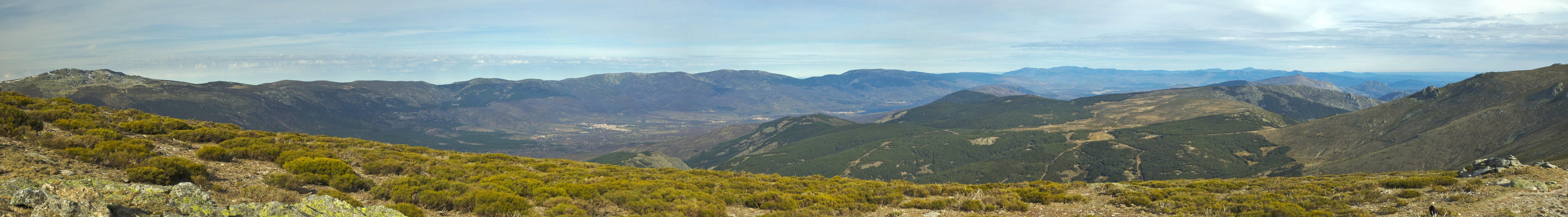
Panorama della Sierra Norte, nei pressi di Madrid.

### Morfologia

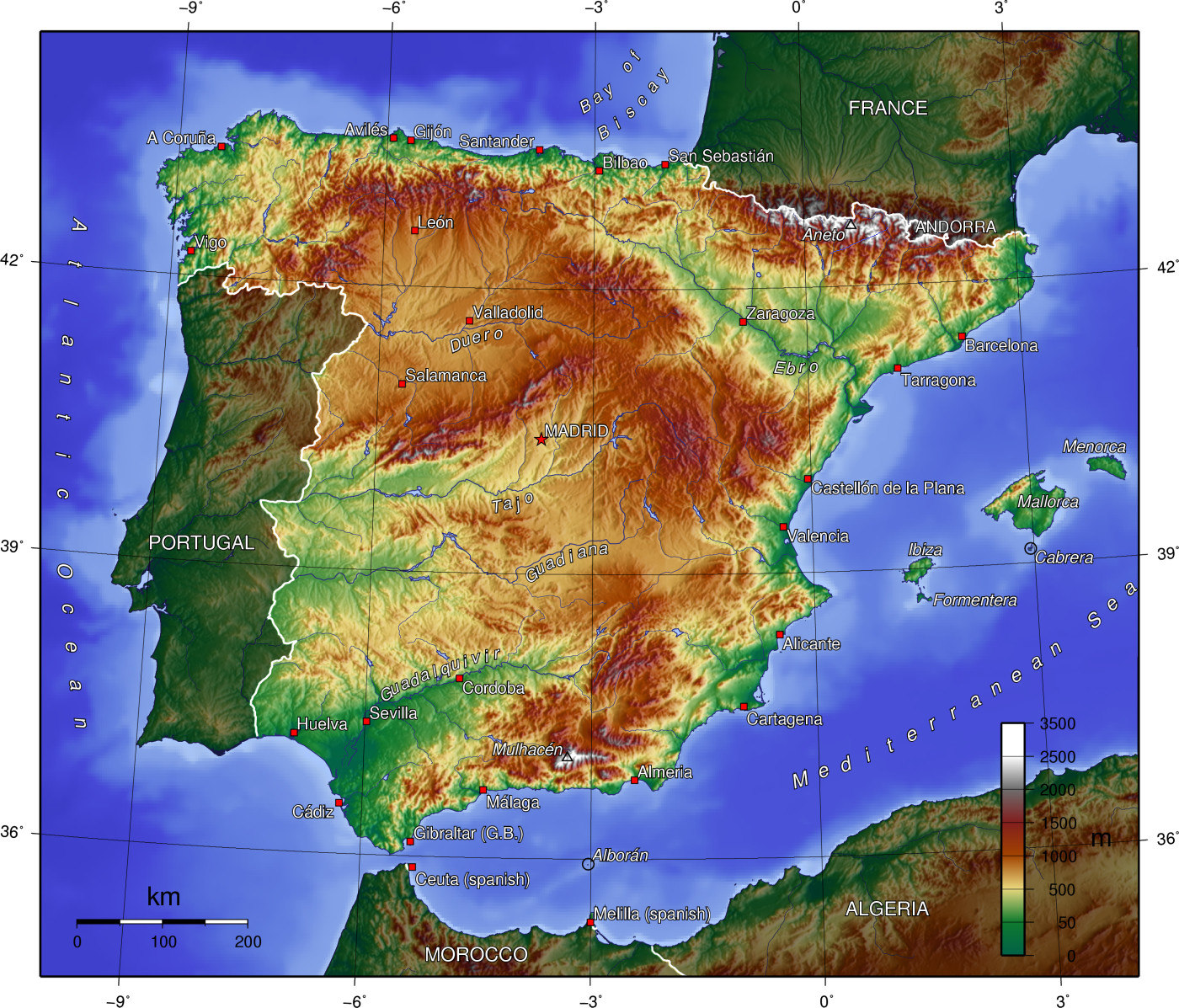
Mappa geografica della Spagna.

La forma del territorio spagnolo è tozza e poco articolata. Possiamo distinguervi tre regioni geografiche:
1. L'altopiano centrale della Meseta: È di antica formazione e occupa buona parte dell'area centrale del Paese. È diviso in due parti. È attraversato da catene montuose ed è delimitato a est dai Monti Iberici e dalla Sierra Morena a sud. Nel cuore di questa zona è presente la capitale Madrid
2. Le catene settentrionali: sono costituite dai Pirenei e dalla Cordigliera Cantabrica che corre lungo la costa. La catena dei Pirenei è giovane, mentre i Monti Cantabrici sono più antichi.
3. Il Sistema Betico, a sud: è formato da una serie di catene montuose, tra le quali la Sierra Nevada (Mulhacén). Le pianure, poco estese, sono sulle sottili fasce costiere.

#### Catene montuose

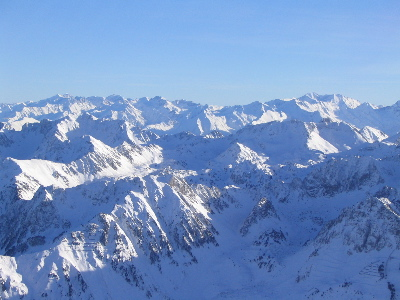
Pirenei centrali. Panorama dal Pic du Midi de Bigorre

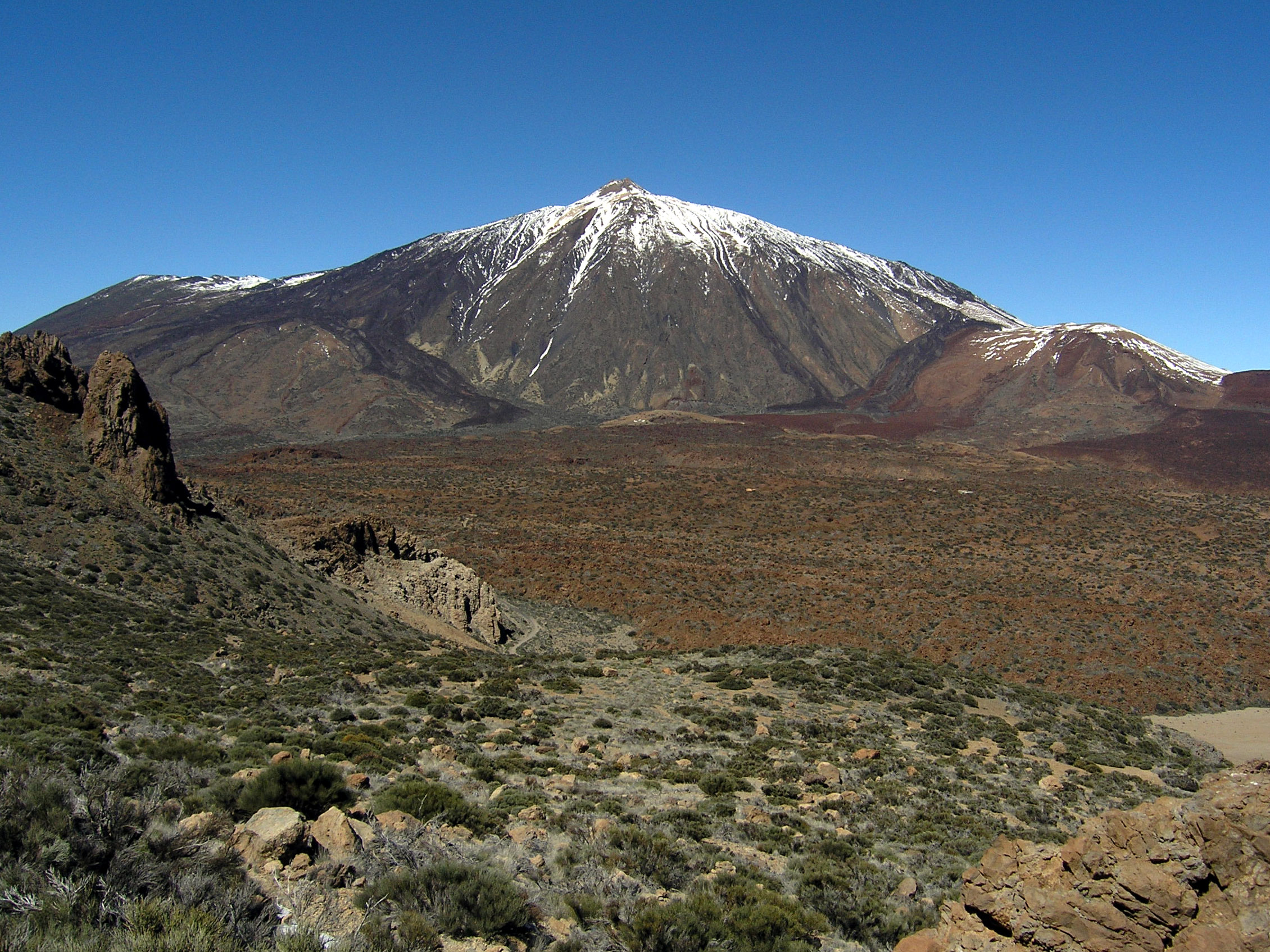
Vista del Teide, sull'isola di Tenerife. È la vetta più alta di Spagna

- Sistema Iberico
- Sistema Centrale
- Pirenei
- Cordigliera Cantabrica
- Cordigliera Centrale
- Cordigliera Betica
- Sierra Morena
- Sierra Nevada

#### Pianure
- Depressione Betica
- Pianura Andalusa
- Meseta
- Pianura dell'Ebro

#### Vulcani
- Teide, sull'isola di Tenerife
- Circa 400 vulcani nell'isola di Lanzarote

#### Isole
Le isole principali sono raggruppate in due arcipelaghi: le Isole Baleari e le Isole Canarie. Le Baleari sono situate nel Mediterraneo, non lontano dalle coste della Comunità Valenzana e sono composte da quattro isole principali, Maiorca, Minorca, Ibiza e Formentera. Le Canarie invece sono situate nell'Atlantico, al largo del Marocco meridionale e a oltre 1000 km a sud-ovest della penisola iberica. Geograficamente appartengono al continente africano. Sono Gran Canaria, Lanzarote, Fuerteventura, Tenerife, La Palma, La Gomera e infine El Hierro. Ci sono poi altre isole minori, molto più piccole, come le Isole Cíes.

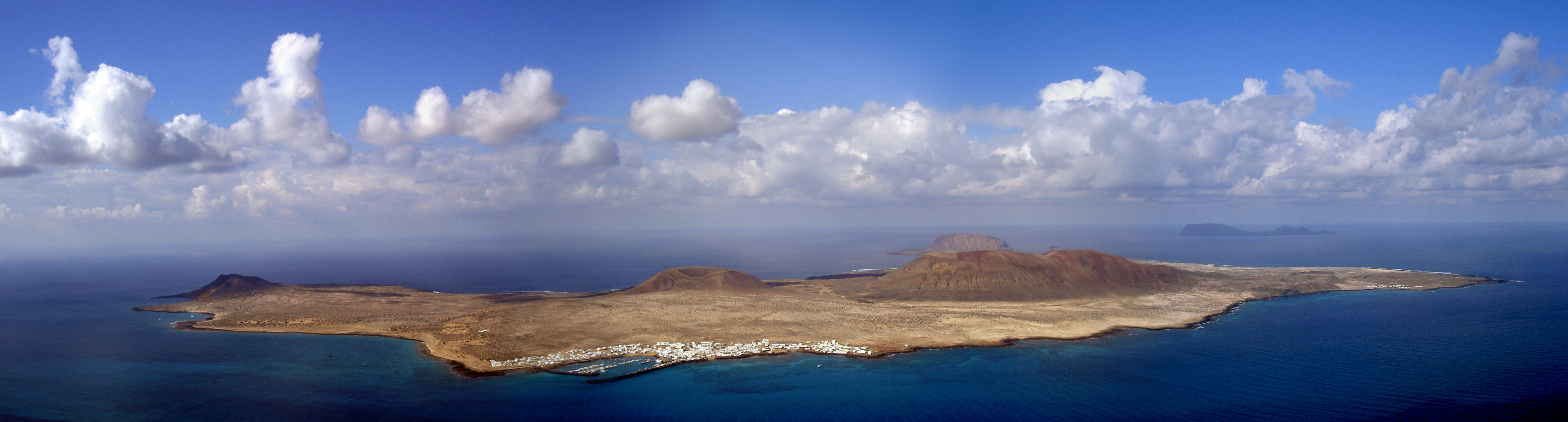
La Graciosa, piccola isola dell'arcipelago delle Canarie.

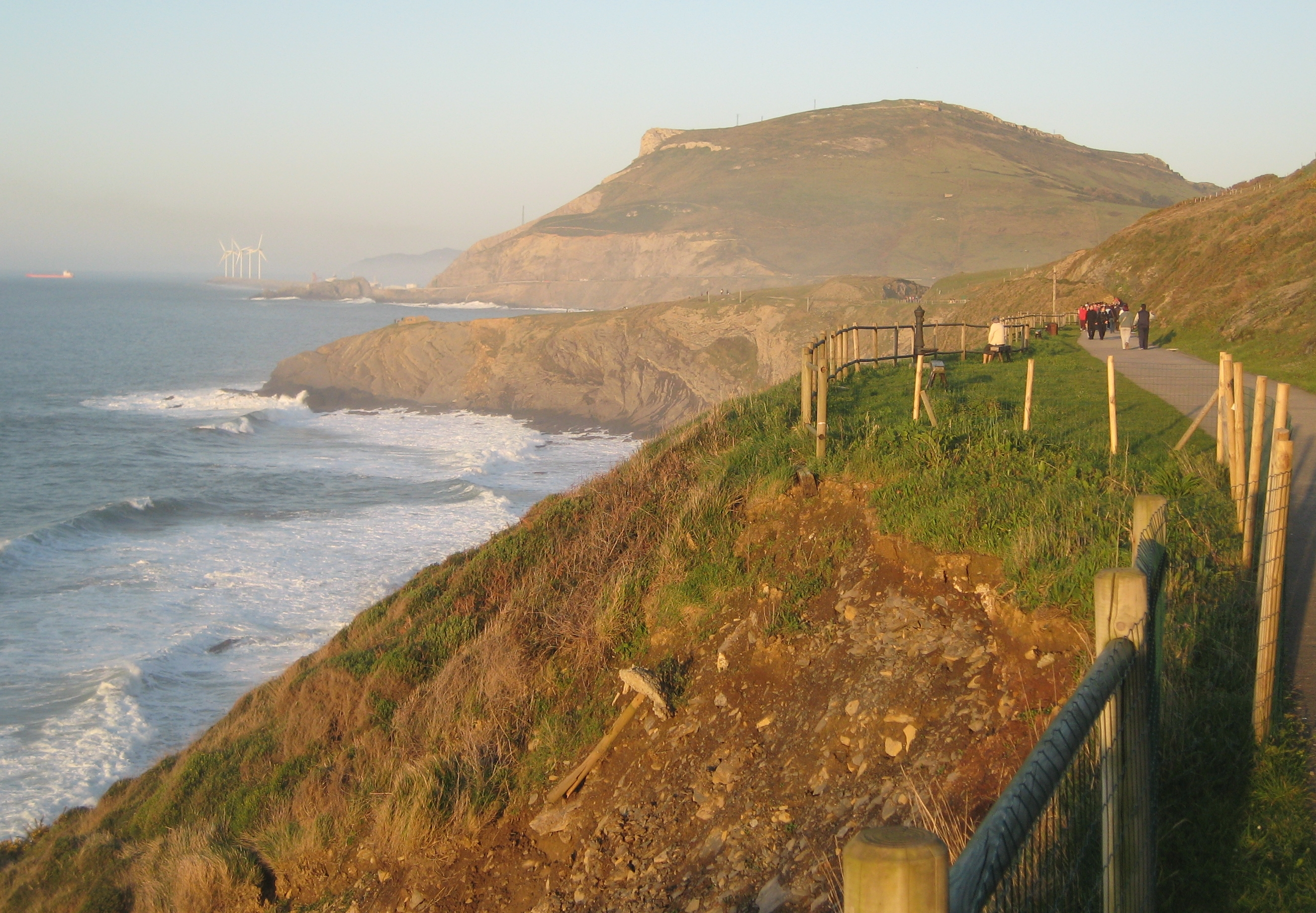
La Spagna ha uno sviluppo costiero di. La costa atlantica nei Paesi Baschi, caratterizzata da paesaggi verdi, scogliere e vento forte

### Idrografia

#### Fiumi
I fiumi sono numerosi ma hanno un regime torrentizio, che ne limita lo sfruttamento come vie di comunicazione.
La maggior parte dei fiumi iberici di grande portata si dirige verso l'Atlantico, ad eccezione dell'Ebro, al quale si aggiungono il Turia, lo Júcar e il Segura che sfociano nel Mar Mediterraneo. Procedendo da nord verso sud gli altri fiumi principali che sfociano nell'Atlantico sono il Duero, il Tago, il Guadiana e il Guadalquivir, che attraversa la depressione andalusa e raccoglie le acque della Sierra Nevada e di parte della Sierra Morena ed è forse il fiume importante a livello economico per la sua regolarità di portata idrica e le condizioni climatiche del suo bacino.

#### Laghi
In Spagna non esistono laghi naturali di grandi dimensioni, bensì numerosi bacini artificiali, destinati ad assicurare il fabbisogno energetico e idrico di zone più o meno ampie del paese. In spagnolo vengono definiti pantanos, o embalses (di particolare importanza gli embalses di Alcántara, di Torrejón e di Valdecañas sul Tago, e quello di Mequinenza, sull'Ebro).

#### Coste
A parte i confini con Francia, Andorra, Gibilterra e Portogallo, la Spagna nel territorio rimanente è completamente circondata dal mare, precisamente dall'Oceano Atlantico a nord, nord-ovest e un piccolo tratto del sud-ovest, nonché dal Mar Mediterraneo a est, sud-est e sud fino alle Colonne d'Ercole. Alla penisola iberica vanno aggiunte le Canarie, completamente nell'Atlantico e le Baleari, completamente situate nel Mediterraneo.
Per l'enorme lunghezza delle sue coste e la notevole diversità di posizione fra di esse, la Spagna presenta tratti litorali diversissimi. La costa atlantica, chiamata nel tratto più orientale Mar Cantabrico (che è a sua volta parte del Golfo di Biscaglia), è caratterizzata da suggestive baie alternate da scogliere suggestive lavorate dal forte vento oceanico e dalle numerose piogge. Soprattutto nella parte più occidentale la costa è frastagliata e incisa da strette e lunghe insenature, chiamate ría, tipiche della Galizia, incastonate in tratti scoglieri molto impervi, fra tutti la celebre Costa della Morte.
Completamente diversa è la costa mediterranea, molto più dolce e poco frastagliata, con eccezione del golfo di Valencia e dell'area deltizia dell'Ebro e di alcuni promontori, anche se presenta comunque tratti scoglierosi, e soprattutto dal clima molto più mite e adatto al turismo di balneazione. Si affacciano sulla costa mediterranea numerose città famose come Barcellona, Valencia e Malaga, oltre a località spiccatamente balneari come Lloret de Mar o Tarifa. Viene divisa geograficamente in più parti: la più settentrionale è la Costa Brava, che si estende dal confine francese fino a Barcellona; la Costa Daurada si estende dal capoluogo catalano fino alle foci dell'Ebro; la Costa del Azahar fino a Dénia (esclusa) includendo pertanto la quasi totalità del Golfo di Valencia; la Costa Blanca fino a Cabo de Gata; e infine la Costa del Sol che bagna tutta la Spagna meridionale fino allo stretto di Gibilterra. La costa mediterranea, dato il suo maggiore richiamo turistico, è stata meno preservata di quella Atlantica e ha conosciuto notevoli abusi edilizi.

### Clima
Oceanico continentale
     Oceanico litorale
     Clima subtropicale
     Clima alpino
     Clima steppico
     Mediterraneo continentale
     Mediterraneo litorale

Zone climatiche.
Oceanico continentale
Oceanico litorale
Clima subtropicale
Clima alpino
Clima steppico
Mediterraneo continentale
Mediterraneo litorale

Tre zone climatiche principali possono essere individuate in Spagna, in base alla posizione geografica e alle condizioni orografiche:
- Il clima mediterraneo, caratterizzato da estati secche e calde. Secondo la classificazione climatica Köppen, è dominante nella penisola, con due varietà: Csa e Csb.
- Il clima steppico (Bsh, Bsk), si trova nella parte sud-est del paese, soprattutto nella regione di Murcia e nella valle dell'Ebro. In contrasto con il clima mediterraneo, la stagione secca si estende oltre l'estate.
- Il clima oceanico (Cfb), che si trova nella parte nord del paese, soprattutto nella regione dei Paesi Baschi, Asturie, Cantabria e in parte in Galizia.

## Popolazione

### Demografia

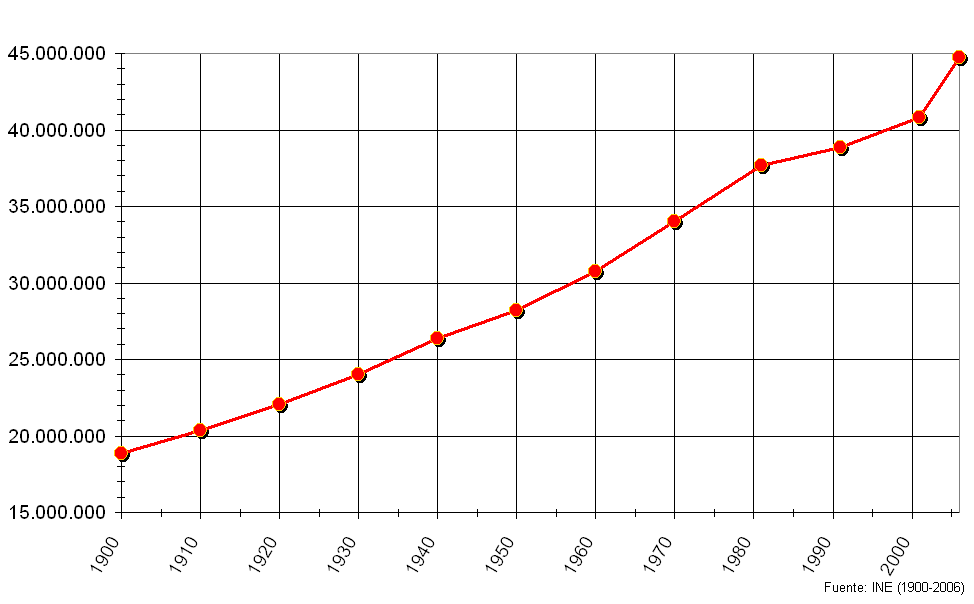
Andamento della popolazione della Spagna dal 1900 al 2005

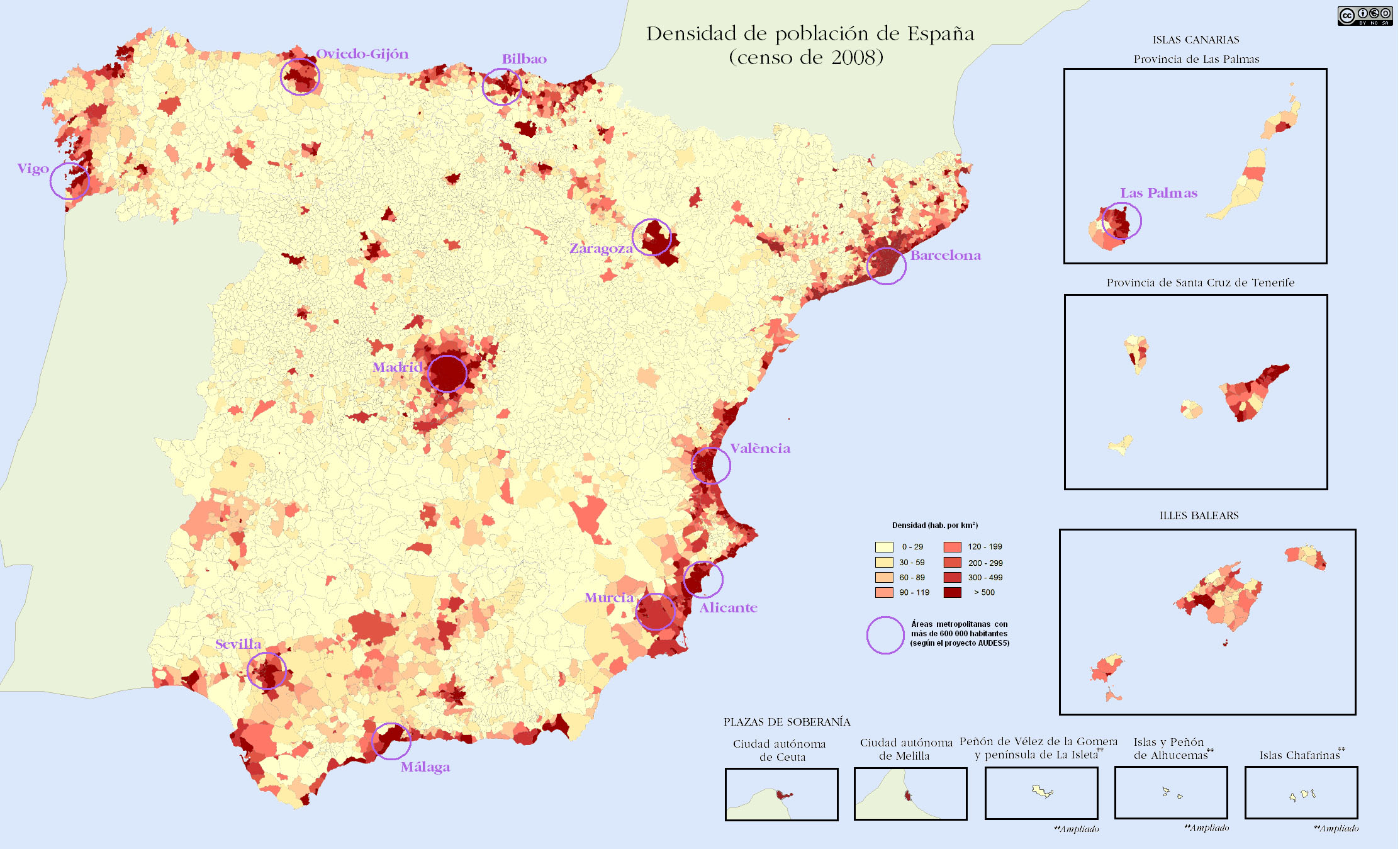
Distribuzione geografica della popolazione.

La conformazione del territorio condiziona una distribuzione non equilibrata della popolazione: sulle coste, lungo le valli dei fiumi e nelle zone economicamente più progredite, in cui sono sviluppate l'agricoltura e le industrie, la densità supera i 300 abitanti per km². In molte aree della Meseta, invece, la densità è al di sotto dei 29 ab. per km². La popolazione urbana (77%) è costantemente in crescita.
La popolazione totale della Spagna era, secondo le stime dell'anno 2011, di 47 025 000 abitanti, con una densità media di 93 abitanti per km², suddivisa nelle varie comunità autonome che fanno parte del Regno.
Il fenomeno dell'urbanizzazione è abbastanza recente, oggi il 70% degli spagnoli vive nelle città, molte delle quali si sono sviluppate in modo non organico e con problemi, talvolta gravi, di inquinamento.
Il territorio del Paese è diviso in comunità autonome che, in considerazione della diversa storia, godono di una notevole autonomia.
La Spagna è il 2º paese europeo con la maggior concentrazione di avvocati, con una media nazionale di 5,5 avvocati ogni 1 000 abitanti.

#### Popolazione delle isole

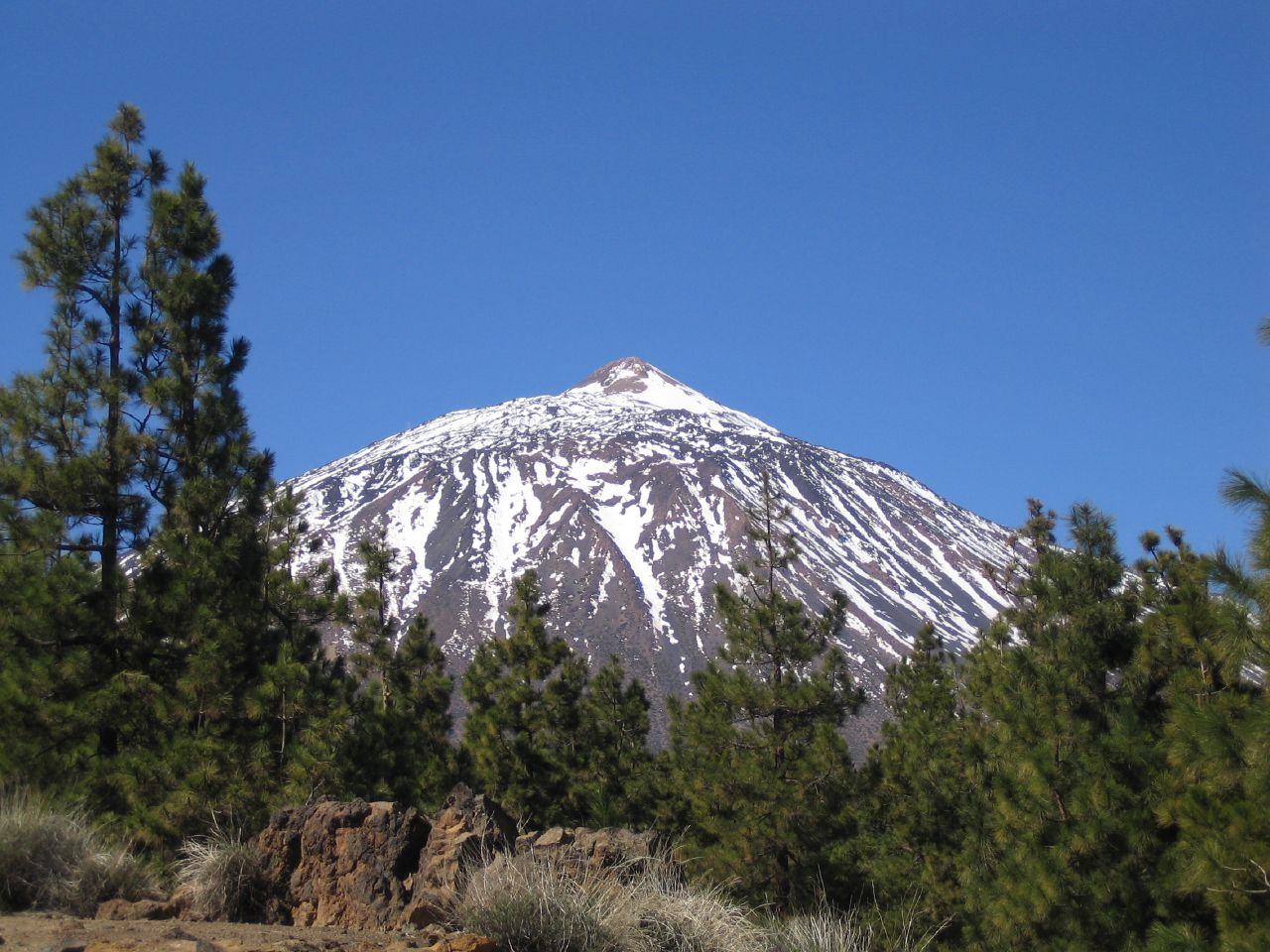
Monte Teide sull'isola di Tenerife.

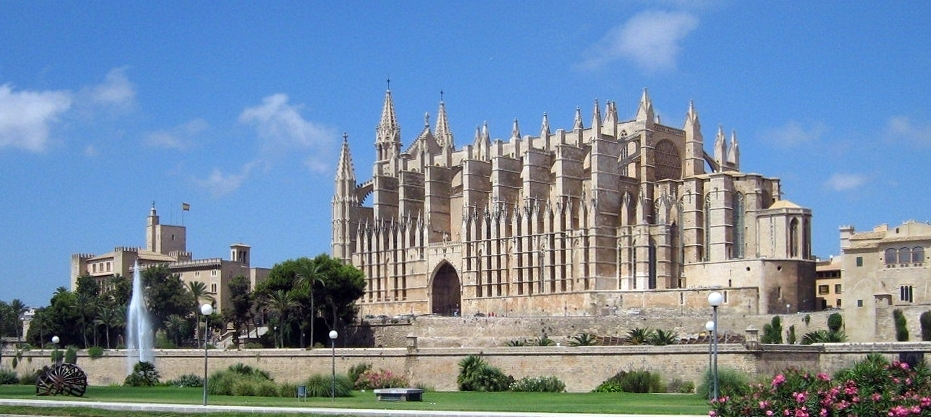
Palma de Maiorca, Isole Baleari.

- 1. Tenerife 886 033 abitanti Isole Canarie
- 2. Maiorca 846 210 abitanti Isole Baleari
- 3. Gran Canaria 829 597 abitanti Isole Canarie
- 4. Lanzarote 132 366 abitanti
- 5. Ibiza 113 908 abitanti Isole Baleari
- 6. Fuerteventura 94 386 abitanti
- 7. Minorca 86 697 abitanti
- 8. La Palma 85 933 abitanti
- 9. La Gomera 22 259 abitanti
- 10. El Hierro 10 558 abitanti
- 11. Formentera 7 957 abitanti
- 12. A Illa de Arousa 4 870 abitanti
- 13. La Graciosa 658 abitanti
- 14. Tabarca 105 abitanti
- 15. Ons 61 abitanti

### Etnie
La popolazione è costituita in gran parte da spagnoli appartenenti a diversi gruppi etnico-linguistici (castigliani, catalano-valenciani, galiziani, Baschi, ecc.) e da una minoranza di stranieri che, agli inizi del 2008, rappresentava oltre l'11% della popolazione nazionale: 5,2 milioni su 46 milioni circa. Le comunità autonome dov'è più consistente la presenza di collettività straniere sono la Catalogna, con oltre un milione di unità, Madrid, con quasi un milione e la Comunità Valenzana, con circa 800 000. Notevole è la presenza di immigrati dell'Europa orientale (soprattutto romeni, che attualmente rappresentano la comunità allogena più numerosa del Paese), nordafricani, e latino-americani. Negli ultimi anni tuttavia, complice la crisi e la disoccupazione diffusa, i saldi immigratori hanno registrato un saldo negativo rispetto agli anni precedenti e sempre più stranieri, soprattutto nordafricani e sudamericani, non richiedono il rinnovo del visto di soggiorno preferendo tornare nei paesi d'origine o spostarsi in altri stati europei.

### Religione
Il cristianesimo, nella confessione cattolica, è la principale religione della Spagna.
Secondo lo studio condotto da Pew Forum (2010) la statistica riguardo all'affiliazione religiosa in Spagna è la seguente:
| 75,2% | cattolici       |
| 2,1%  | musulmani       |
| 2,0%  | ortodossi       |
| 1,0%  | protestanti     |
| 0,5%  | altri cristiani |
| 0,2%  | altre religioni |
| 19,0% | non affiliati   |

### Lingue
Spagnolo, parlato su tutto il territorio
     Catalano, co-ufficiale 
     Basco, co-ufficiale 
     Galiziana, co-ufficiale 
     Occitano, co-ufficiale
     Asturiano-leonese 
     Aragonese 

Spagnolo, parlato su tutto il territorio
Catalano, co-ufficiale
Basco, co-ufficiale
Galiziana, co-ufficiale
Occitano, co-ufficiale
Asturiano-leonese
Aragonese

Il nucleo dell'area linguistica centrale spagnola è il castigliano. Il leonese e l'aragonese sono zone di passaggio fra il castigliano e il galiziano e fra il castigliano e il catalano. La delimitazione geografica dello spagnolo rispetto a queste lingue viene intrapresa in generale secondo un criterio storico-linguistico, ossia la dittongazione delle vocali brevi latine è e ó (dente-diente/porta-puerta).
Il leonese e l'aragonese si distinguono dal castigliano per la conservazione della –f latina (forno-horno).
Storicamente la suddivisione in aree linguistica della Penisola Iberica si riconduce, non tanto alla latinizzazione dell'impero Romano, ma all'epoca della Reconquista: lo sviluppo linguistico latino-romanzo fu interrotto nell'VIII secolo, quando un esercito invasore arabo-islamico proveniente dal Nord Africa, conquistò quasi l'intera penisola. Nei 7 secoli successivi la storia della Spagna fu segnata da alleanze e scontri fra i mori e gli ispanici. Il conflitto si riassume con il termine “Reconquista”. La Reconquista è il periodo di 750 anni in cui avviene la riconquista dei regni moreschi-musulmani di al-Andalus della Penisola Iberica da parte dei sovrani cattolici, che culminò il 2 gennaio 1492 quando Ferdinando e Isabella, Los Reyes Católicos, espulsero dalla Penisola l'ultimo dei governatori musulmani e con la conquista di Granada, peraltro già infeudata. Nel corso della Reconquista il castigliano si era diffuso sia in direzione delle regioni settentrionali e sia
in tutto il meridione, diversamente dal leonese e dall'aragonese che erano limitati nella regione di confine.
Lingua ufficiale in tutto lo stato è il castigliano o spagnolo. In alcune comunità autonome rivestono carattere di co-ufficialità con il castigliano il catalano-valenciano (Catalogna, Isole Baleari e Comunità Valenzana) il galiziano (Galizia) e il basco (Paesi Baschi e Navarra). Lo Stato spagnolo e le amministrazioni periferiche proteggono e incoraggiano l'uso, in ambito locale, di alcune lingue e parlate che però non godono dello status di coufficialità come l'asturiano, il leonese, il cántabro e l'estremegno (ormai estinto; tradizionalmente l'asturiano, il leonese e l'estremegno vengono considerate tre varietà della stessa lingua: l'asturiano-leonese), l'aragonese. Nella Valle d'Aran è riconosciuto ufficialmente, accanto al castigliano e al catalano, anche l'aranese, varietà di guascone del gruppo linguistico occitano. A La Línea de la Concepción al confine con Gibilterra la popolazione parla Llanito e inglese come terza lingua.
Inoltre nella città autonoma africana di Ceuta si parla l'arabo e in quella di Melilla il berbero. Il portoghese viene parlato nella regione di Olivenza e in diversi punti confinanti con il Portogallo. La cosiddetta fala è una parlata della valle di Xálima molto più prossima al galiziano che al portoghese. Tradizionalmente, il galiziano è considerato dalla linguistica (Friedrich Christian Diez, Wilhelm Meyer-Lübke, Erich Auerbach, Gustav Gröber, Heinrich Lausberg, André Martinet, ecc.), una varietà di portoghese.

## Ordinamento dello Stato

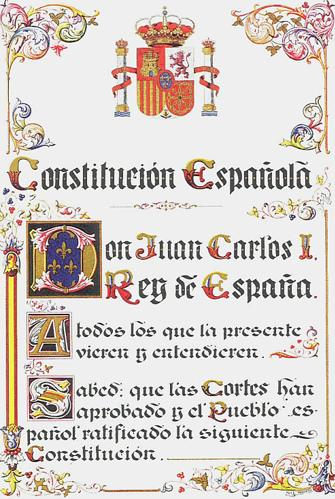
Prima pagina della costituzione spagnola.

Secondo la Costituzione del 1978, la Spagna è una monarchia ereditaria parlamentare, dove il re non ha un solo ruolo di rappresentanza, ma anche di garante della democrazia e dell'unità del Paese.
Il potere esecutivo è nelle mani del Consiglio dei ministri (Consejo de Ministros), retto da un Presidente del Governo, cui il Parlamento dà e toglie la fiducia.
Il potere legislativo è attribuito a un Parlamento bicamerale (Cortes Generales) con mandato quadriennale, composto di:
- Congresso dei Deputati (Congreso de los Diputados), una camera di 350 deputati, eletti con un sistema proporzionale corretto e senza voto di preferenza in circoscrizioni corrispondenti alle province;
- Senato del Regno di Spagna (Senado), una camera con un numero di senatori variabile, nell'attuale legislatura sono 265, di cui 208 eletti direttamente e 57 eletti indirettamente dai parlamenti regionali.

Il potere giudiziario è indipendente.

### Suddivisioni amministrative

#### Comunità autonome

Mappa della Comunità autonome

La Spagna è suddivisa in 17 comunità autonome (comunidades autónomas, al singolare: comunidad autónoma) che sono ulteriormente suddivise in 50 province, più due città autonome: Ceuta e Melilla (designate ufficialmente come plazas de Soberanía en el Norte de África). Gibilterra è rivendicata dalla Spagna.
Le comunità autonome sono:
- Andalusia
- Aragona
- Asturie
- Isole Baleari
- Paesi Baschi
- Isole Canarie
- Cantabria
- Castiglia-La Mancia
- Castiglia e León
- Catalogna
- Comunità Valenciana
- Estremadura
- Galizia
- La Rioja
- Madrid (comunità autonoma)
- Murcia (comunità autonoma)
- Navarra

Ceuta, Melilla e altri piccoli isolotti, che si estendono su 0,65 km² e contano 312 abitanti, sono i resti del vasto impero coloniale che il paese possedeva. In totale la Spagna ha 31,65 km² di territori nell'Africa del Nord, popolati da 138 228 abitanti.

#### Province e municipi
A partire dall'introduzione del sistema delle comunità autonome le province hanno visto diminuire i loro poteri. Sono ancora utilizzate come distretti elettorali, per la codifica postale e come riferimenti geografici.
Sette comunità autonome sono composte da una sola provincia: Asturie, Isole Baleari, Cantabria, La Rioja, Comunità di Madrid, Murcia e Navarra.
Le province sono a loro volta suddivise in comuni o municipi (in spagnolo municipio). A capo del municipio c'è l'alcalde, il sindaco.

### Città principali

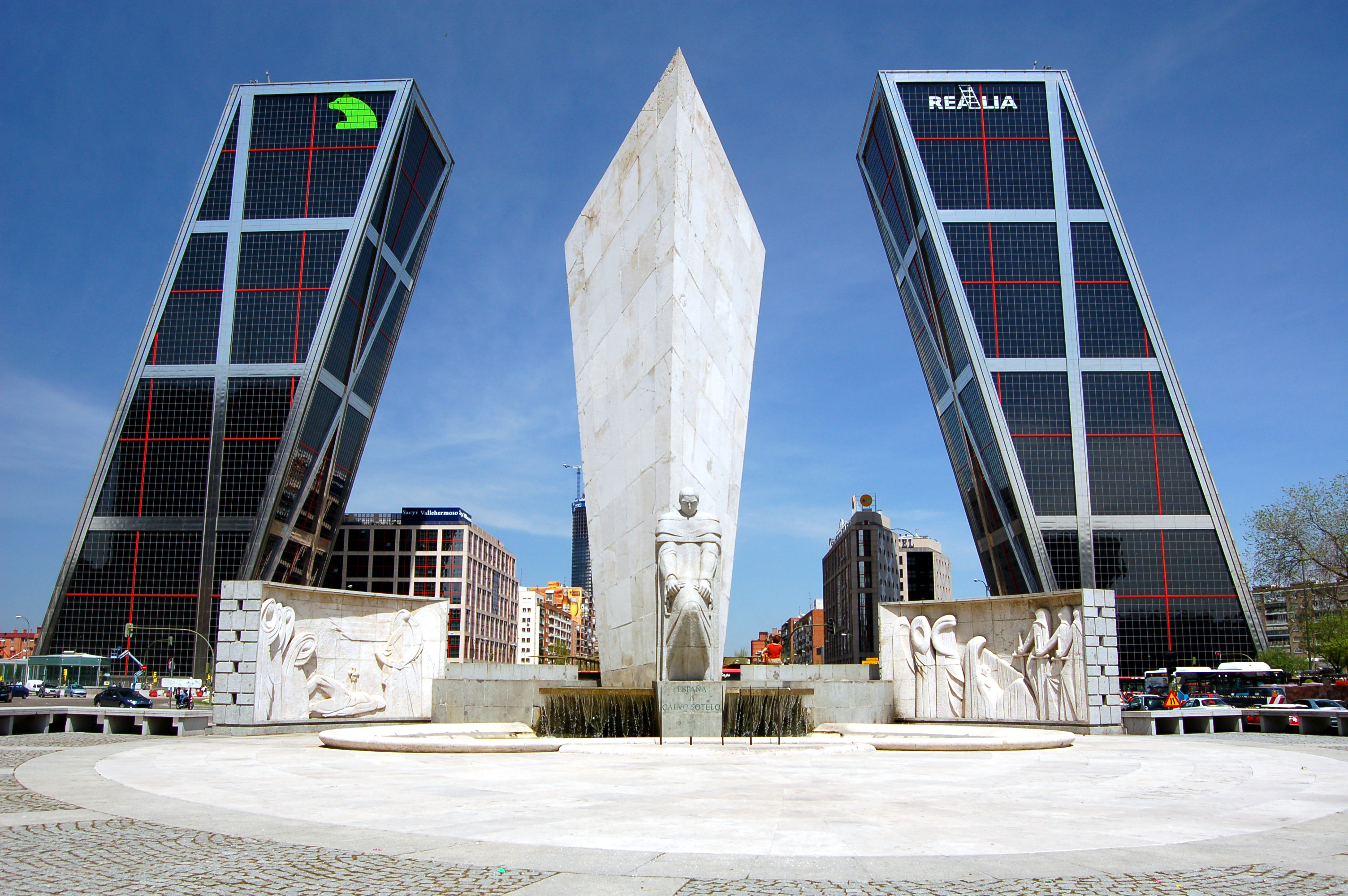
Madrid

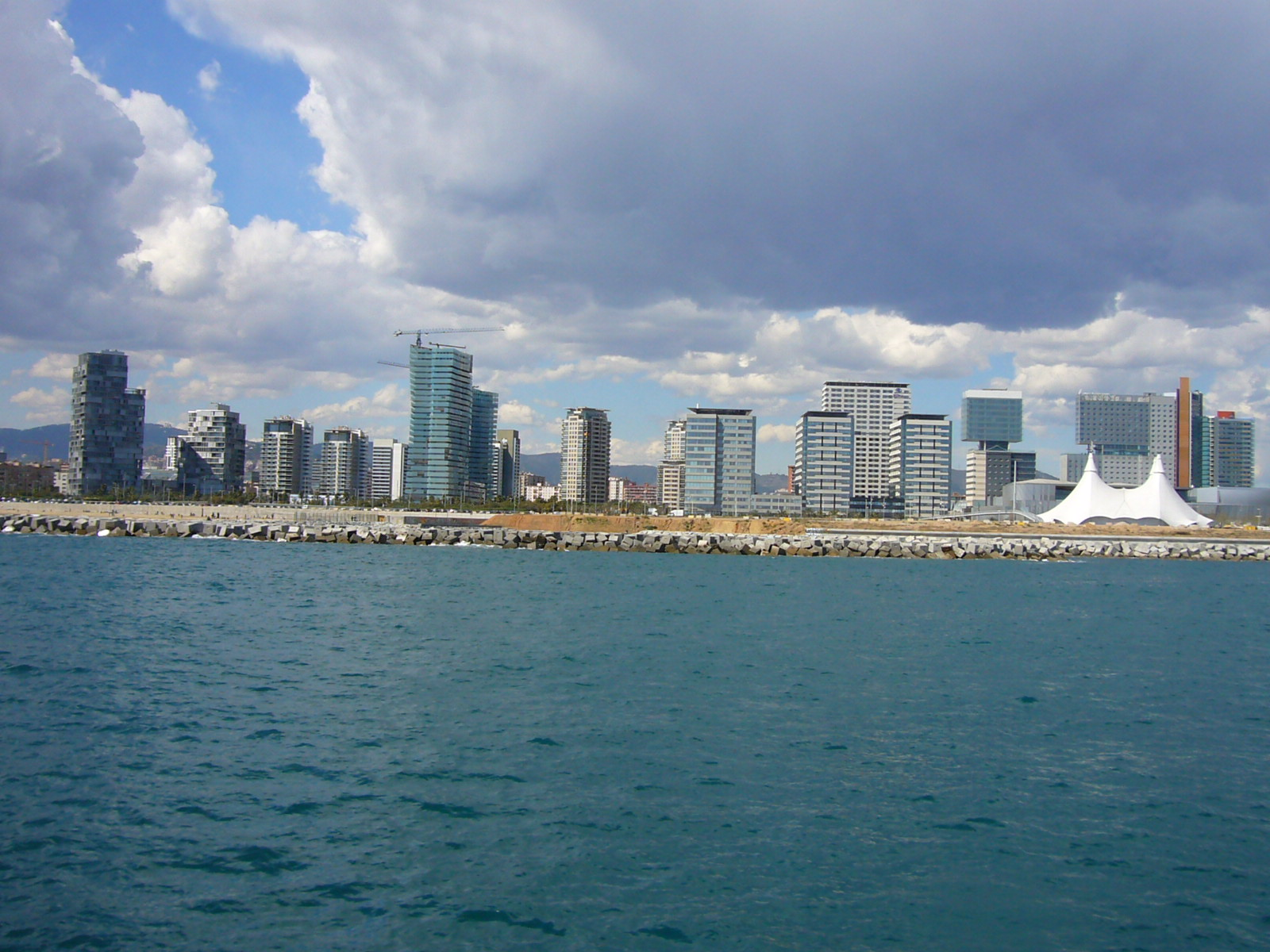
Barcellona

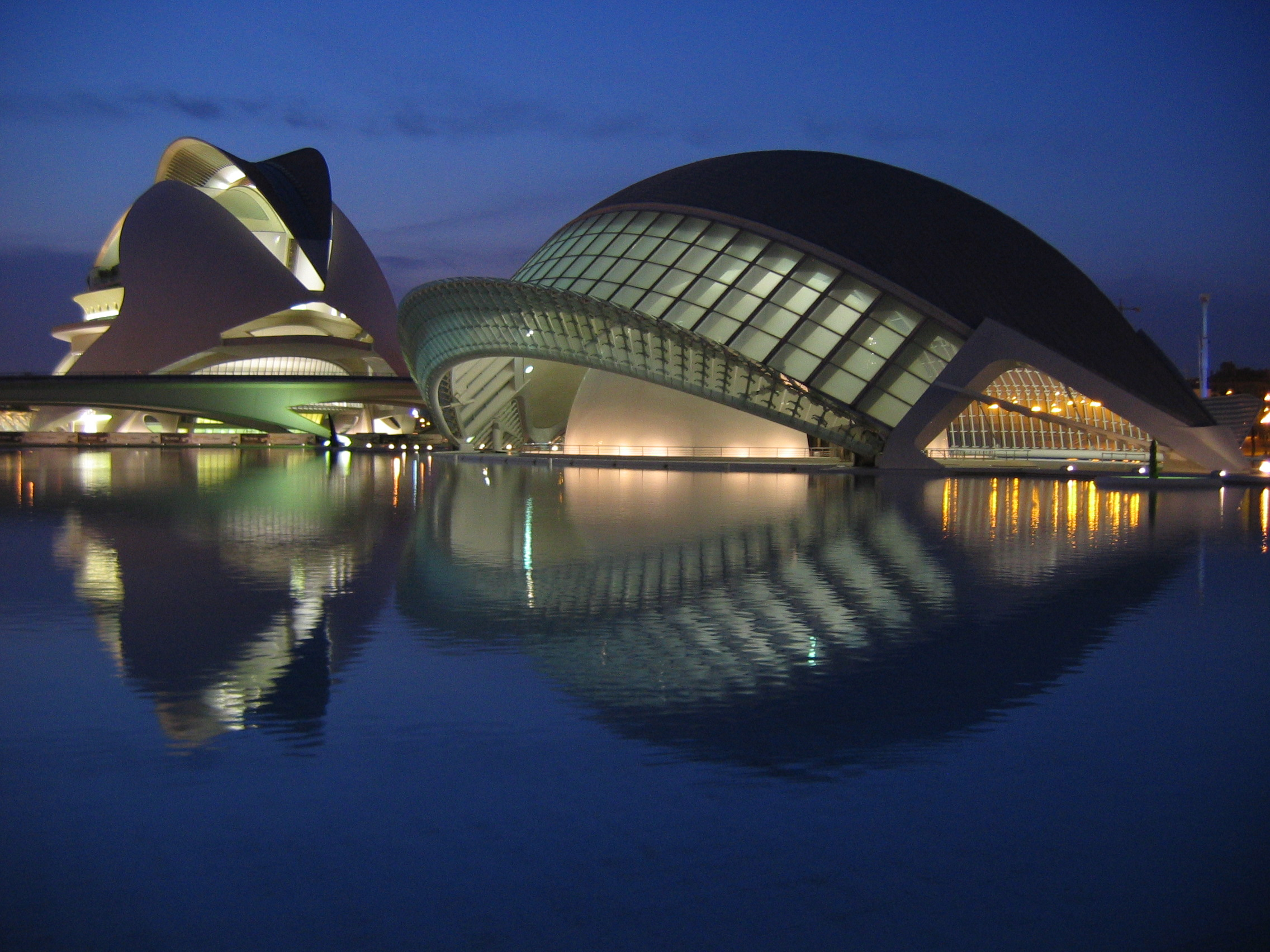
Valencia

|                      | Città                      | Comunità autonoma   | Popolazione |  |    | Città                     | Comunità autonoma   | Popolazione |
| 1                    | Madrid                     | Madrid              | 3 273 049   |  | 11 | Alicante                  | Comunità Valenciana | 334 418     |
| 2                    | Barcellona                 | Catalogna           | 1 619 337   |  | 12 | Córdoba                   | Andalusia           | 328 547     |
| 3                    | Valencia                   | Comunità Valenciana | 809 267     |  | 13 | Valladolid                | Castiglia e León    | 315 522     |
| 4                    | Siviglia                   | Andalusia           | 704 198     |  | 14 | Vigo                      | Galizia             | 297 124     |
| 5                    | Saragozza                  | Aragona             | 675 121     |  | 15 | Gijón                     | Asturie             | 276 854     |
| 6                    | Malaga                     | Andalusia           | 573 969     |  | 16 | La Coruña                 | Galizia             | 244 162     |
| 7                    | Murcia                     | Murcia              | 448 700     |  | 17 | L'Hospitalet de Llobregat | Catalogna           | 241 750     |
| 8                    | Palma di Maiorca           | Isole Baleari       | 404 681     |  | 18 | Santa Cruz de Tenerife    | Isole Canarie       | 240 266     |
| 9                    | Las Palmas de Gran Canaria | Isole Canarie       | 383 308     |  | 19 | Granada                   | Andalusia           | 235 692     |
| 10                   | Bilbao                     | Paesi Baschi        | 353 187     |  | 20 | Vitoria                   | Paesi Baschi        | 239 154     |
| Statistiche del 2010 |                            |                     |             |  |    |                           |                     |             |

### Principali aree metropolitane
| Pos. | Comune         | Regione             | Provincia  | Abitanti  |
| ---- | -------------- | ------------------- | ---------- | --------- |
| 1    | Madrid         | Madrid              | Madrid     | 5 883 521 |
| 2    | Barcellona     | Catalogna           | Barcellona | 5 355 127 |
| 3    | Valencia       | Comunità Valenciana | Valencia   | 2 463 592 |
| 4    | Siviglia       | Andalusia           | Siviglia   | 1 438 451 |
| 5    | Malaga         | Andalusia           | Málaga     | 965 371   |
| 6    | Bilbao         | Paesi Baschi        | Biscaglia  | 949 939   |
| 7    | Oviedo-Gijón   | Asturie             | Asturie    | 857 495   |
| 8    | Alicante-Elche | Comunità Valenciana | Alicante   | 725 395   |
| 9    | Saragozza      | Aragona             | Saragozza  | 688 343   |
| 10   | Vigo           | Galizia             | Pontevedra | 659 632   |

### Istituzioni

#### Ordinamento scolastico
Il sistema educativo in Spagna è principalmente pubblico e si articola in diverse fasce. Sono obbligatori gli insegnamenti nelle scuole elementari e nelle scuole medie, mentre sono facoltativi gli insegnamenti infantili (gli asilo nido e le scuole materne) e gli insegnamenti secondari non obbligatori, come la scuola superiore e la formazione professionale. Inoltre la Spagna possiede un importante sistema universitario.
Una delle più importanti istituzioni educative spagnole private è stata rappresentata dalla Institución Libre de Enseñanza, che ha riguardato tutti gli aspetti della cultura spagnola.

#### Università
Era il 1212 quando venne fondata la prima università in Spagna: l'Università di Palencia, istituita da Alfonso VIII di Castiglia, dove si formarono personalità come San Domenico di Guzmán e altri. L'Università Alfonso X el Sabio (UAX) è la prima università privata spagnola approvata dalle Cortes Generales (parlamento spagnolo), nel 1993.
Nel 1218 fu fondata da Alfonso IX di León l'Università di Salamanca: fu la prima in Europa a detenere il titolo di Università per l'editto del 1253 di Alfonso X di Castiglia e papa Alessandro IV, che concede la licenza ubique docendi, nel 1255.

## Politica

### Partiti politici ed elezioni democratiche

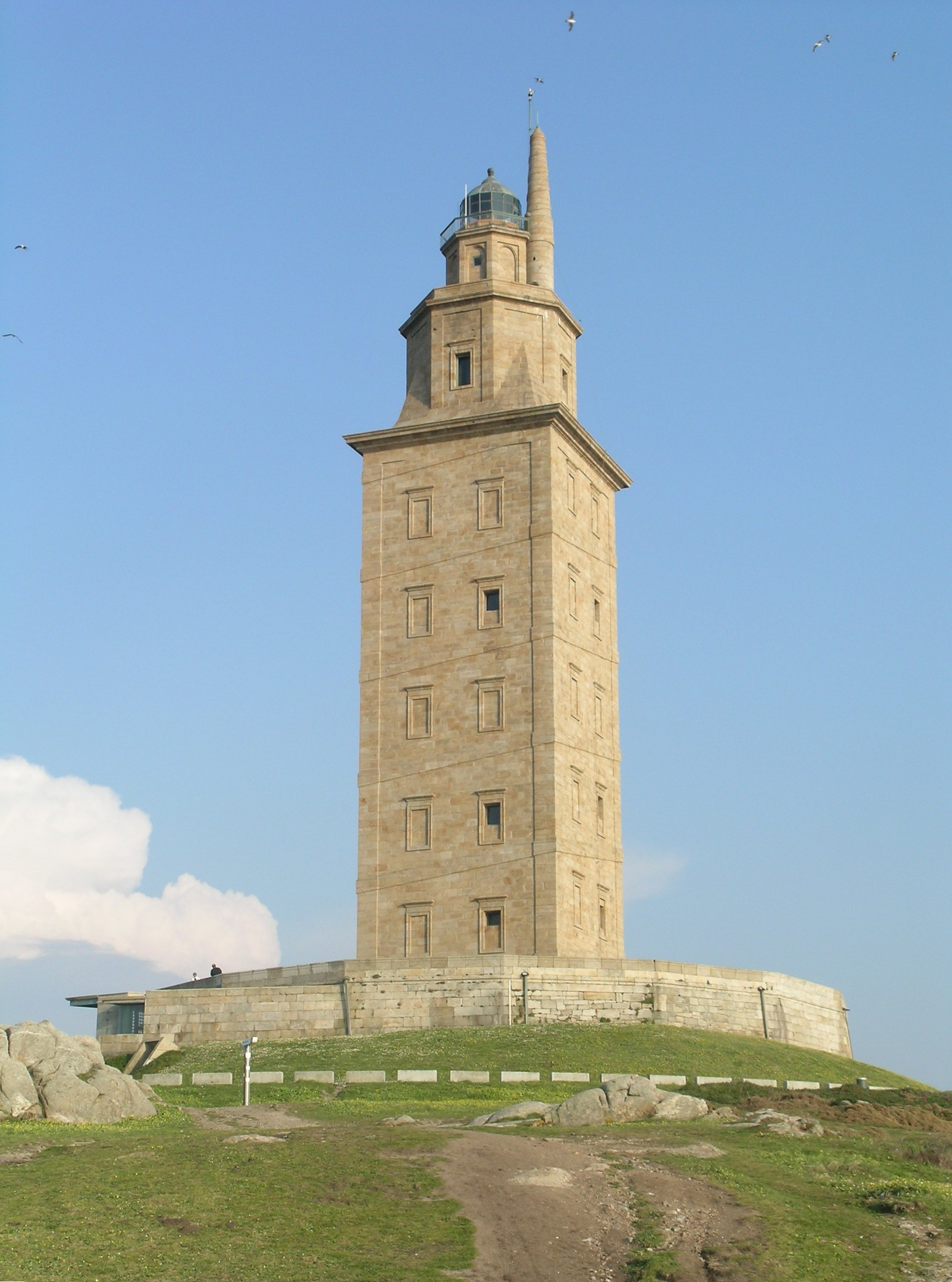
Torre di Hércules, nella città di La Coruña, in Galizia.

Le prime elezioni democratiche dopo il franchismo si tennero il 15 giugno 1977, e furono vinte da una coalizione politica, e successivamente, partito politico di centro, l'Unione del Centro Democratico (UCD), presieduto da Adolfo Suárez.
Il sistema politico è basato sul multipartitismo, ma da tempo due sono i partiti dominanti: il Partito Socialista Operaio Spagnolo (di centro-sinistra) e il Partito Popolare (di centro-destra). I due partiti dominanti si alternano al potere, ma quasi sempre, a causa del sistema elettorale, dopo le elezioni devono forgiare coalizioni con partiti minori. Il Partito Socialista ha guidato il governo dal 1982 al 1996 (governi di Felipe González) e dal 2004 al 2011 (governi di José Luis Rodríguez Zapatero); il Partito Popolare dal 1996 al 2004 (governi di José María Aznar) e dal 2011 al 2018 (governi di Mariano Rajoy). Il 2 giugno 2018, dopo la sfiducia a Rajoy a causa di un grave scandalo di corruzione, diventa premier il leader dei socialisti Pedro Sánchez, con il sostegno di Podemos e delle autonomie.
- Elezioni generali del 1977
- Elezioni generali del 1979
- Elezioni generali del 1982
- Elezioni generali del 1986
- Elezioni generali del 1989
- Elezioni generali del 1993
- Elezioni generali del 1996
- Elezioni generali del 2000
- Elezioni generali del 2004
- Elezioni generali del 2008
- Elezioni generali del 2011
- Elezioni generali del 2015
- Elezioni generali del 2016
- Elezioni generali del 2019 (aprile)
- Elezioni generali del 2019 (novembre)
- Elezioni generali del 2023

### Sistema governativo
La Spagna è una monarchia costituzionale, dove il re, attuale Filippo VI di Spagna, ha poteri nulli e funzioni prettamente rappresentative e non può interferire negli affari di politica estera o interna.
Il governo rappresenta il potere esecutivo, incarnato dal Presidente del governo di Spagna, che lo detiene ed è il primo ministro del regno, che dirige in gran parte la politica estera e interna della nazione.

### Organizzazioni internazionali cui la Spagna ha aderito
| Organizzazione                     | Data adesione    |
| ---------------------------------- | ---------------- |
| Organizzazione delle Nazioni Unite | 14 dicembre 1955 |
| NATO                               | 30 maggio 1982   |
| Unione europea                     | 1º gennaio 1986  |

## Economia

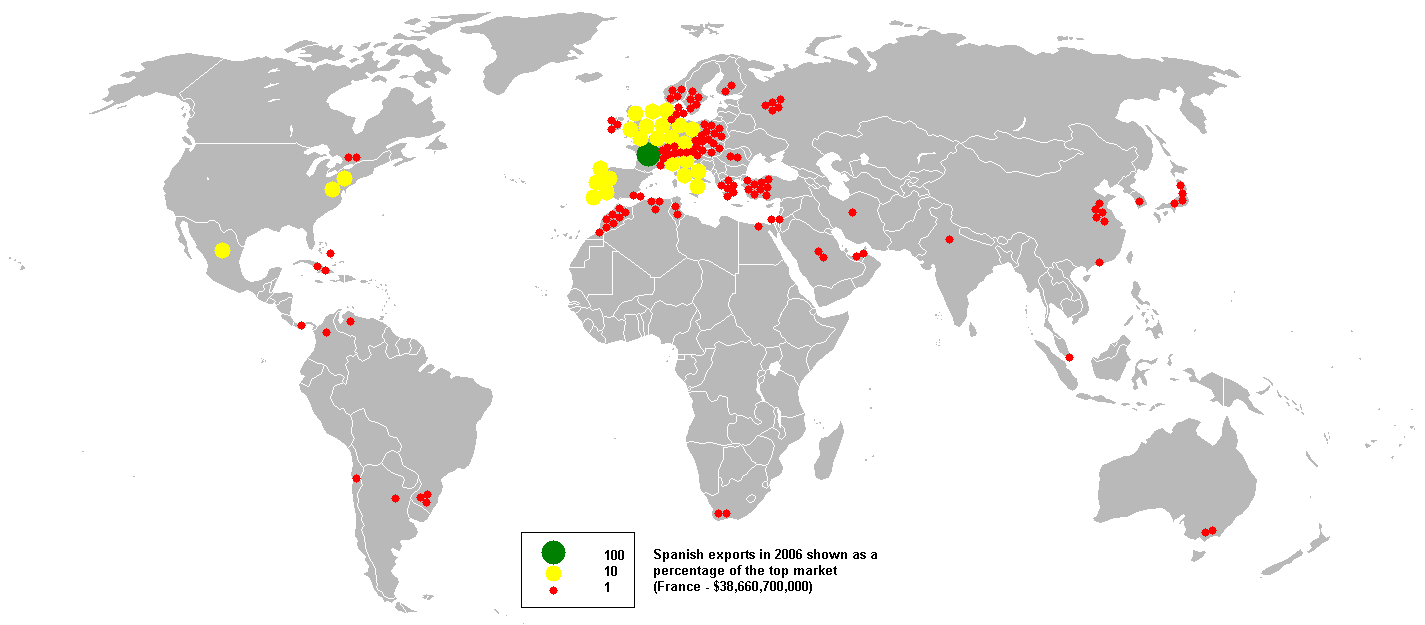
Esportazioni spagnole nel 2006.

L'economia spagnola rientra tra le economie avanzate dell'Europa occidentale. In particolare, nel decennio che va dal 1998 al 2008, l'economia iberica è stata tra le più dinamiche nell'eurozona.
La società e l'economia spagnola hanno vissuto un forte periodo di trasformazione e di crescita nel corso degli ultimi due decenni del novecento.
L'economia ha anche potuto contare sulla nascita di nuove imprese industriali e sull'afflusso di capitali stranieri che, sfruttando il minor costo della mano d'opera rispetto ad altri paesi, hanno avviato iniziative industriali e commerciali. Si sono inoltre aggiunti nuovi mezzi di comunicazione che hanno aumentato il reddito del sistema produttivo. Il settore principale è quello terziario: turismo e commerci (uva e agrumi) sono molto sviluppati.
Tuttavia, a partire dalla grande crisi finanziaria iniziata nel 2008 e la crisi del sistema bancario che ha costretto il governo spagnolo a chiedere aiuti al fondo salva stati nel giugno del 2012 a causa dello scoppio della bolla immobiliare, l'economia spagnola è entrata in una crisi profonda che ha portato il livello di disoccupazione a sfiorare il 25% (ha raggiunto anche il 26,3% in alcuni mesi del 2013, scenderà sotto il 20% solo a giugno 2016 e scenderà fino al 13,9% a febbraio 2019) e un declassamento del suo debito pubblico che hanno portato il rating dalla tripla A a (per l'agenzia Moody's) a BAA3 con outlook negativo il 14 giugno 2012, fino a portare a un rendimento dei titoli di stato a 10 anni a un rendimento che sfiora il 7% annuo e che è considerato un punto di non ritorno sulla strada del default.
La disuguaglianza sociale in Spagna è elevata ed è aumentata negli ultimi decenni. Nel 2022, il 10% della popolazione spagnola deteneva il 53,8% della ricchezza totale del Paese, mentre il 50% più povero ne deteneva solo il 7,8%. La concentrazione della ricchezza è ancora più pronunciata tra l'1% più ricco, che detiene il 22,4% della ricchezza.

### Turismo
Nel corso degli ultimi quattro decenni l'industria del turismo spagnolo è cresciuta fino a diventare la seconda più grande del mondo, con un valore stimato di 40 miliardi di euro, nel 2006, corrispondente a circa il 5% del PIL. Il clima della Spagna, i monumenti storici e culturali, la sua posizione geografica, insieme alle sue infrastrutture ricettive all'avanguardia, contribuiscono a farla essere una delle mete più ambite, creando una grande fonte di occupazione stabile e continua di sviluppo.

### Energia

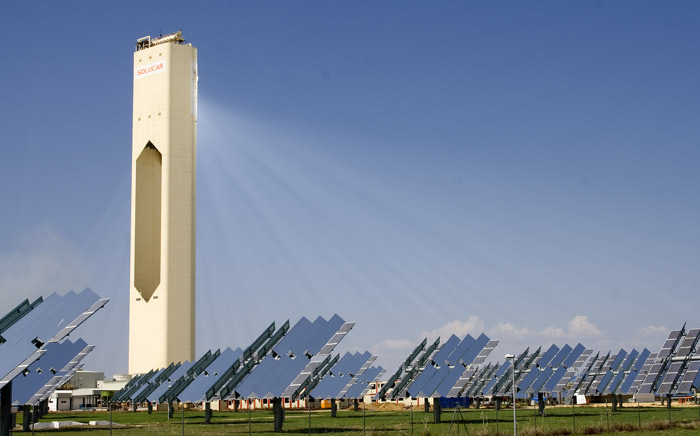
Centrale Planta Solar 10, vicino a Siviglia.

La Spagna è uno dei paesi leader a livello mondiale nello sviluppo e nella produzione di energia rinnovabile. Nel 2010 la Spagna è diventata il leader mondiale nella produzione di energia solare, superando gli Stati Uniti con un impianto enorme, vicino ad Alvarado, Badajoz. La Spagna è anche il principale produttore europeo di energia eolica. Nel 2010 le sue turbine a vento hanno generato 42976 GWh, pari al 16,4% di tutta l'energia prodotta in Spagna. Il 9 novembre 2010, l'energia eolica ha raggiunto un picco istantaneo storico che ha coperto il 53% di energia elettrica della domanda della terraferma e ha generato una quantità di energia equivalente a quella di 14 reattori nucleari. Altre energie rinnovabili utilizzate in Spagna sono l'idroelettrico, le biomasse e l'energia marina (2 impianti in costruzione).
Le fonti non rinnovabili di energia utilizzate in Spagna sono il nucleare (8 reattori operativi) il gas, carbone e petrolio.

### Trasporti

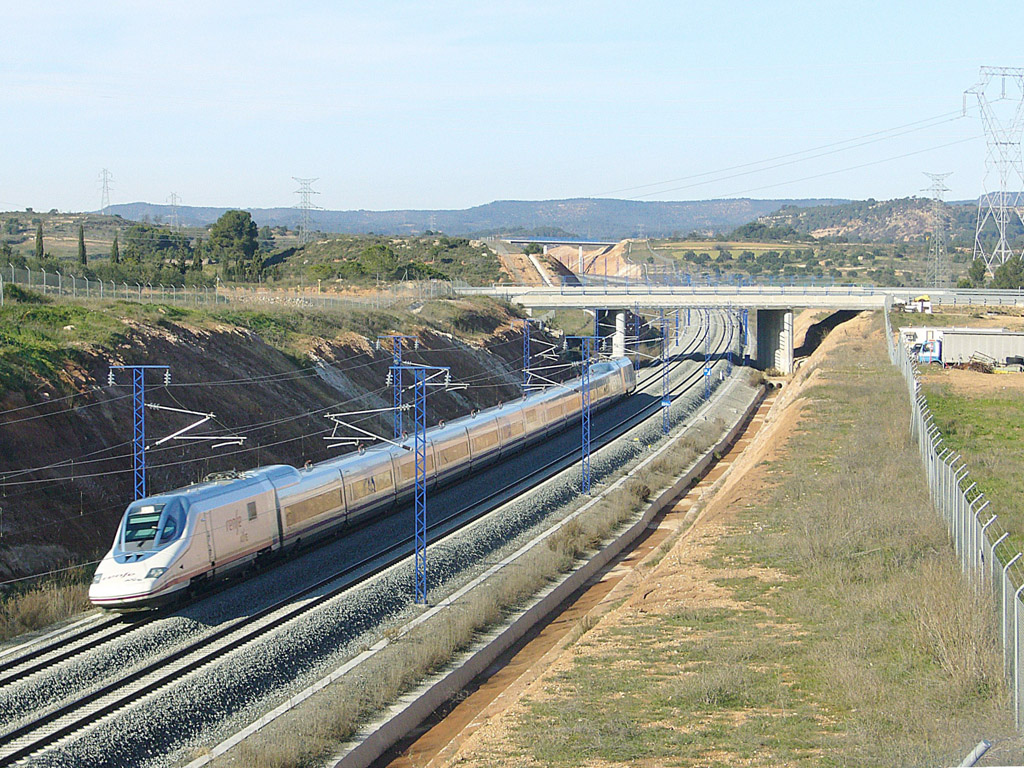
Treno AVE nella tratta Madrid-Barcellona.

Il sistema stradale spagnolo è di tipo centralizzato, con 6 autostrade che collegano Madrid ai Paesi Baschi, alla Catalogna, a Valencia, all'Andalusia occidentale, all'Estremadura e alla Galizia. Inoltre, ci sono strade lungo l'Atlantico (Ferrol a Vigo), Cantabria (Oviedo a San Sebastián) e sulle coste del Mediterraneo (Gerona a Cadice).
La Spagna ha la più estesa rete ad alta velocità ferroviaria in Europa e la seconda più estesa al mondo dopo la Cina. A ottobre 2010 la Spagna ha un totale di 3500 km di tratte ad alta velocità che collegano Malaga, Siviglia, Madrid, Barcellona, Valencia e Valladolid, con i treni che raggiungono velocità fino ai 300 km/h. Per quanto riguarda la puntualità, è il secondo al mondo (98,54% sul tempo di arrivo) dopo lo Shinkansen giapponese (99%). Se gli obiettivi del programma ambizioso AVE (treni ad alta velocità spagnola) verranno soddisfatti, entro il 2020 la Spagna avrà 7000 km di percorso ferroviario ad alta velocità che collegherà quasi tutte le città a Madrid in meno di 3 ore e a Barcellona entro 4 ore.
Ci sono 47 aeroporti pubblici in Spagna. Il più trafficato è l'aeroporto di Madrid-Barajas, con 50,8 milioni di passeggeri nel 2008. L'aeroporto di Barcellona-El Prat è anch'esso importante con 30 milioni di passeggeri transitati nel 2008. Altri grandi aeroporti si trovano a Gran Canaria, Malaga, Valencia, Siviglia, Maiorca, Alicante e Bilbao.
Nel 2008 la Spagna progettava di mettere su strada un milione di auto elettriche entro il 2014 come parte del piano del governo per risparmiare energia e aumentare l'efficienza energetica. Il ministro dell'Industria Miguel Sebastian ha dichiarato che “il veicolo elettrico è il futuro e il motore di una rivoluzione industriale”.

## Cultura e società

### Arte
In tema artistico bisogna ricordare il Museo del Prado, in cui sono esposte opere dei più famosi artisti del mondo: venne istituito il 19 novembre 1819.

#### Pittura

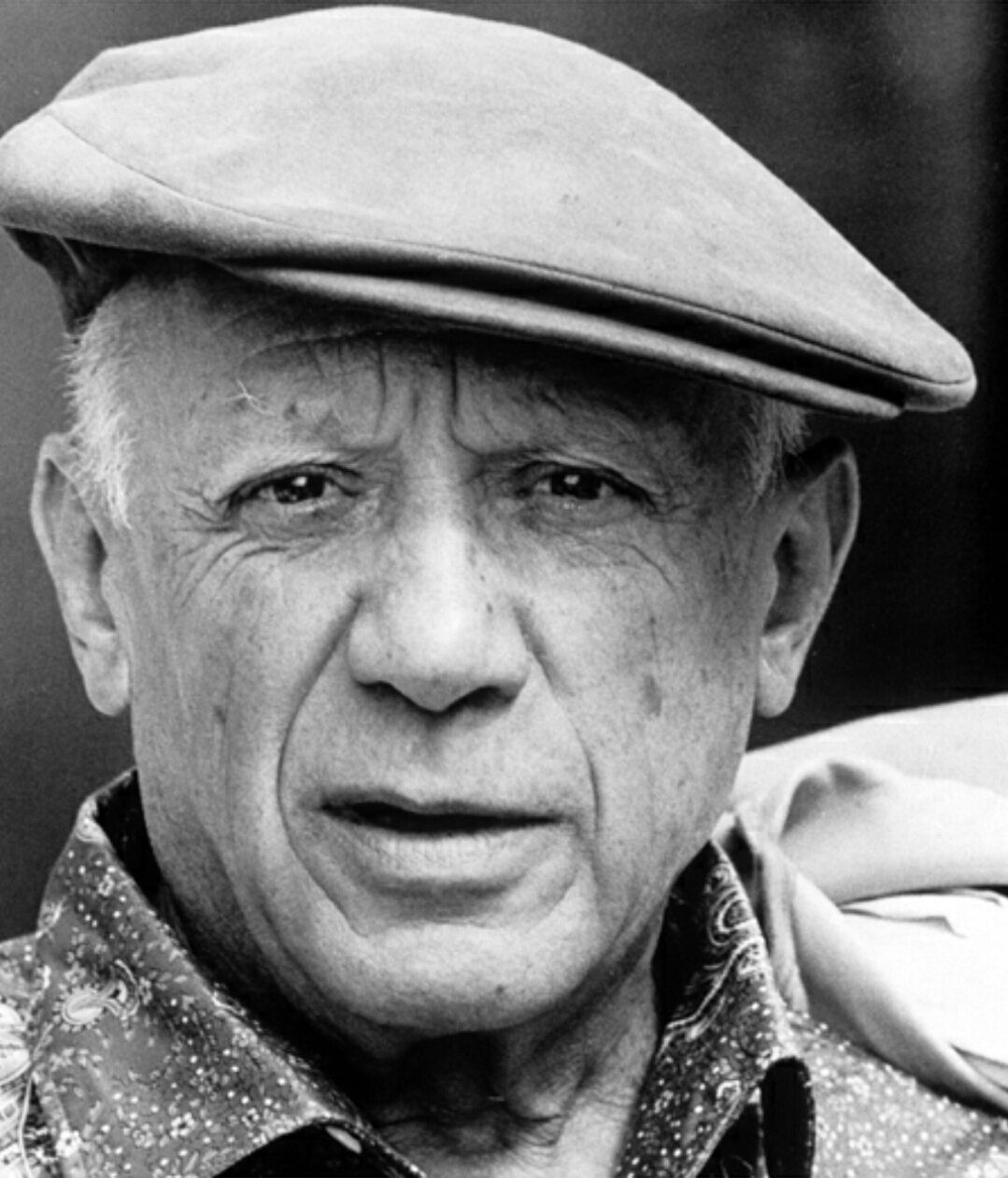
Pablo Picasso.

La pittura ha rappresentato, e rappresenta tutt'oggi, un aspetto rilevante della cultura spagnola. Nel XVII secolo, il Siglo de Oro spagnolo, si afferma la pittura barocca con El Greco, Diego Velázquez e Bartolomé Esteban Murillo. Sempre nel XVII secolo il caravaggismo in Spagna trova importanti esponenti in Jusepe de Ribera e Francisco de Zurbarán. Tra il XVIII e il XIX secolo si afferma uno dei cosiddetti antichi maestri, Francisco Goya, precursore dell'arte romantica. Tra il XIX e il XX secolo spicca, tra gli altri, il pittore Joaquín Sorolla, esponente dell'impressionismo in Spagna. Nel XX secolo, si afferma il movimento del Cubismo, nell'opera del pittore, di fama mondiale, Pablo Picasso e di Juan Gris. E ancora il surrealismo nell'opera dei pittori Joan Miró e Salvador Dalí. Da ricordare anche la figura dell'artista Antoni Tàpies.

#### Architettura

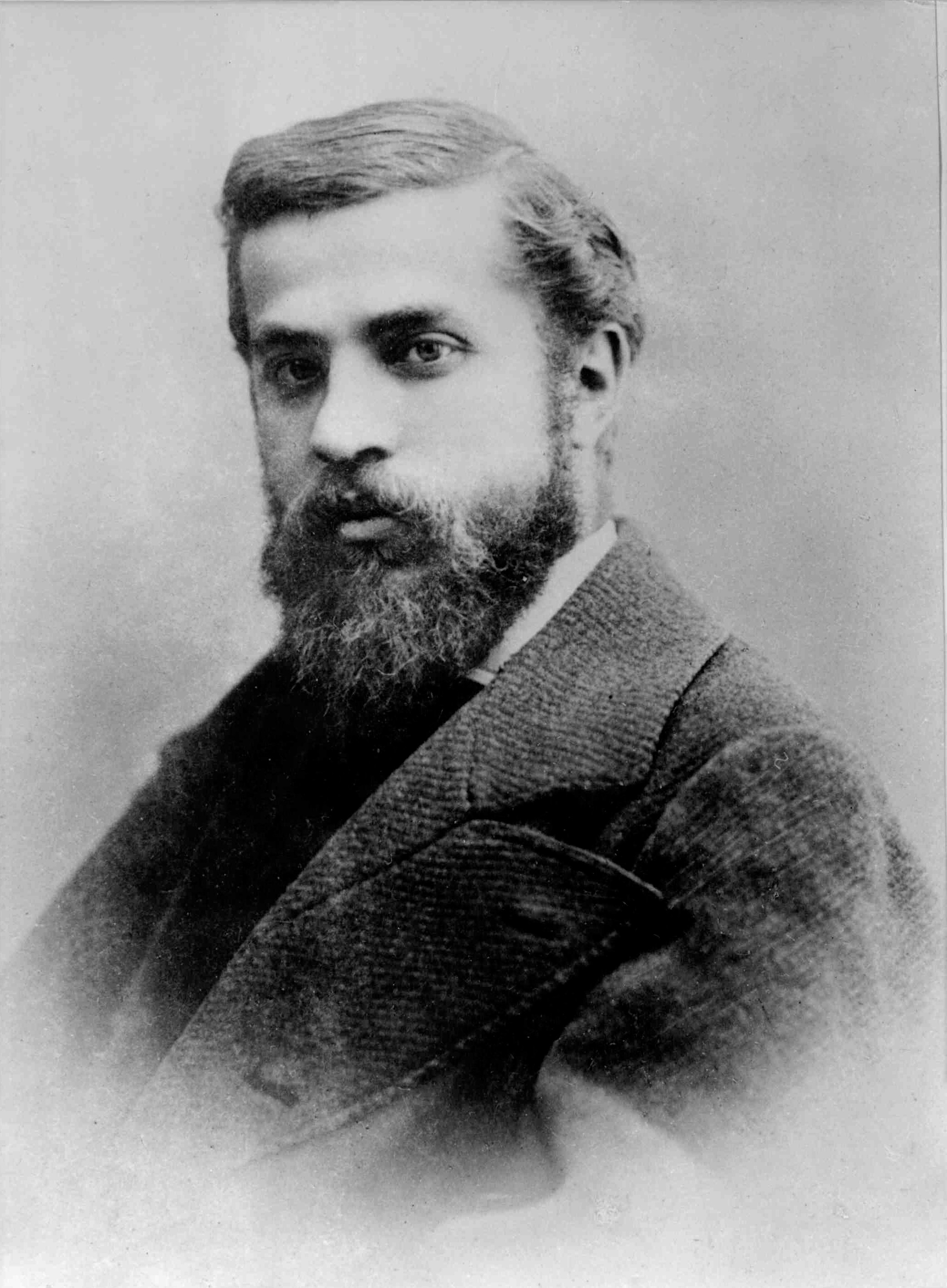
Antoni Gaudí, il maggior esponente del modernismo catalano.

Per architettura spagnola si intendono tutti gli esempi di architettura realizzati in ogni epoca in Spagna e le opere dei moderni architetti spagnoli presenti in tutto il mondo.
Grazie alla sua diversità storica, l'architettura spagnola s'è giovata di numerose influenze. Ad esempio, una città importante della provincia come Cordova, che fu fondata dai Romani e quindi vanta una vasta infrastruttura di quell'epoca, divenne la capitale culturale della dinastia islamica Omayyade vedendo sorgere su di essa anche raffinate architetture in stile arabo. Le successive dinastie arabe che si sono succedute nel sud di Iberia, in particolare Andalusia, hanno sviluppato fulgidi esempi di architetture sempre più complesse e caratteristiche come il famoso complesso del Palazzo di Granada. Lo stile mudéjar, emerso dal XII al XV secolo è stato sviluppato con la fusione di motivi in stile moresco e i modelli dell'architettura europea.

Acquedotto romano di Segovia.

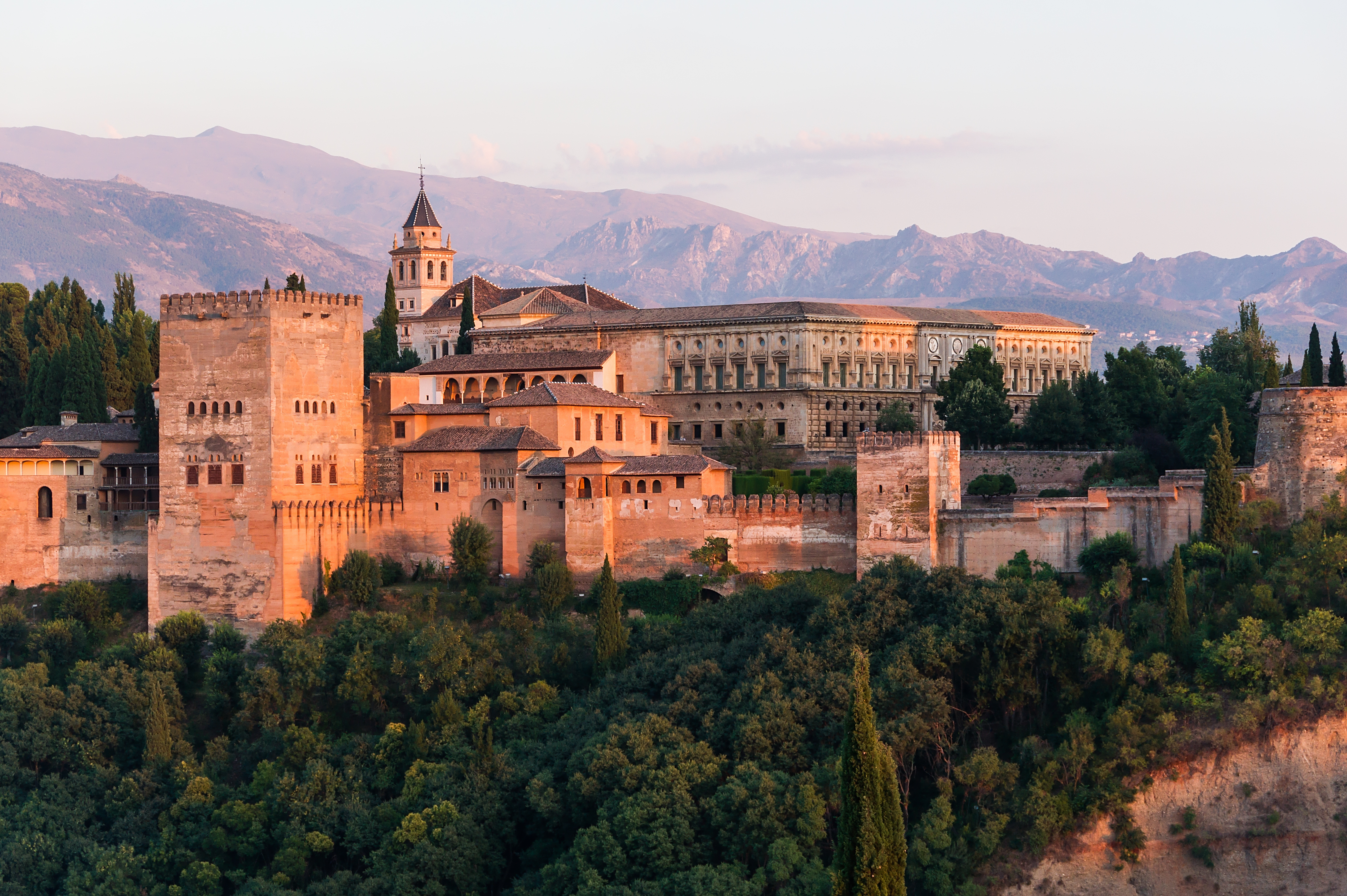
Palazzo Alhambra, in Andalusia.

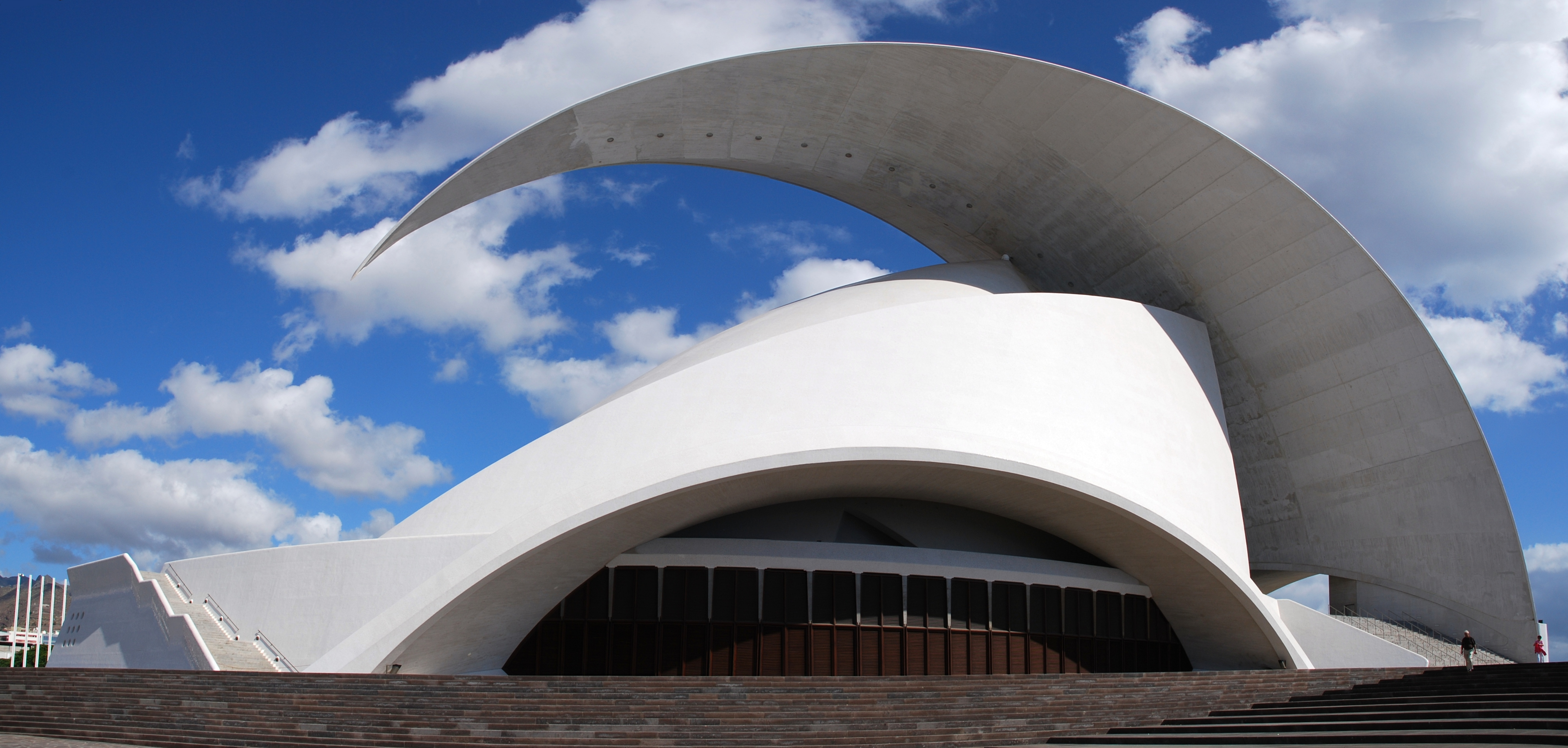
Auditorio di Tenerife, opera di Santiago Calatrava.

Allo stesso tempo, emersero i regni cristiani medievale che, durante e dopo la Reconquista, poco a poco svilupparono i loro stili, integrando i flussi romanici e gotici. In particolare vi fu una straordinaria fioritura dello stile gotico e barocco, che ha validi esempi sparsi su tutto il territorio nazionale.

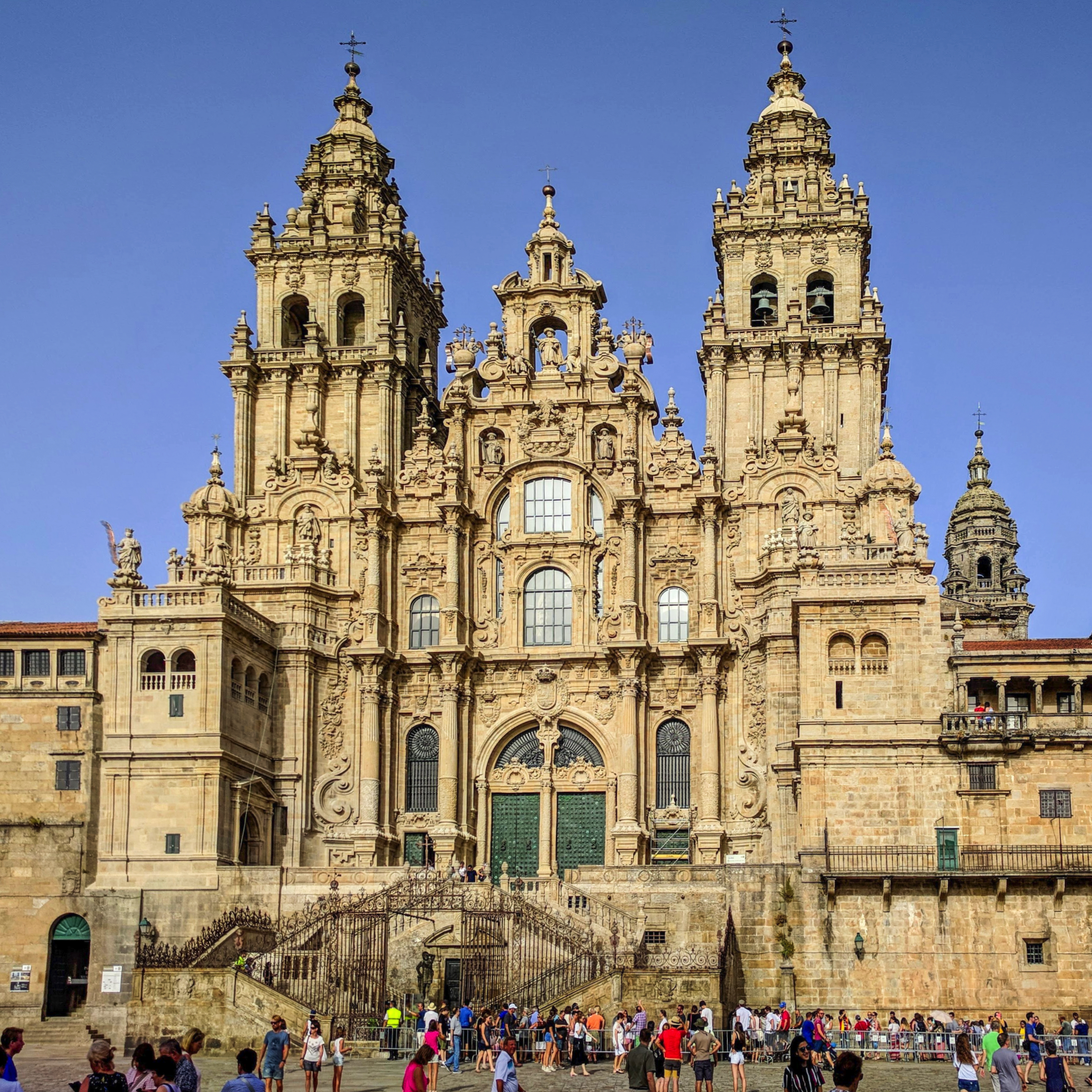
Cattedrale di Santiago di Compostela, in Galizia.

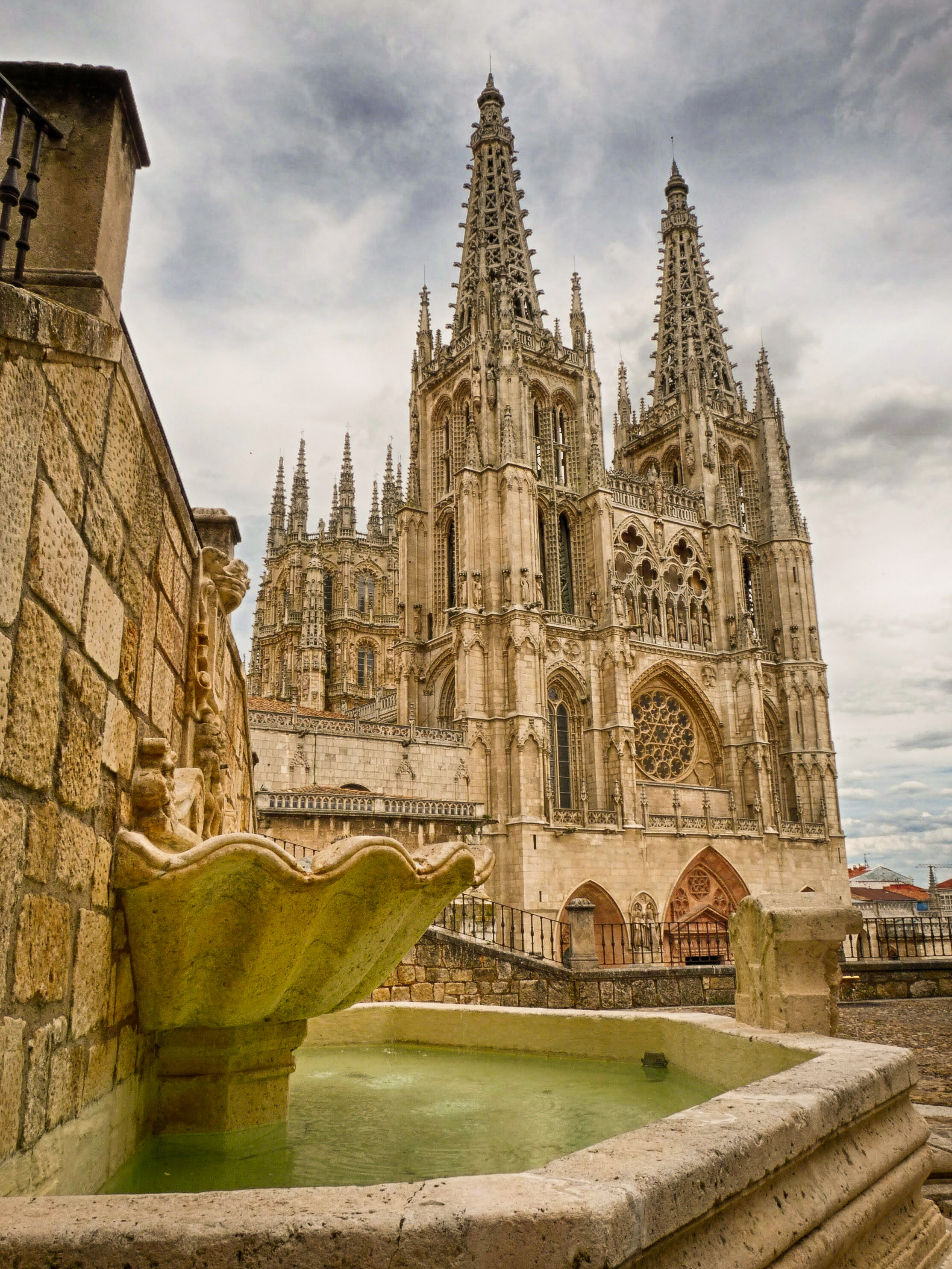
Cattedrale di Burgos, in Castiglia e León.

L'arrivo dell'architettura modernista in ambito accademico, ha prodotto gran parte dell'architettura del XX secolo, uno stile che ha avuto l'epicentro a Barcellona e in Gaudí l'architetto simbolo, e esponente del Modernismo catalano. Dalle soglie del XXI secolo, la Spagna sta vivendo una rivoluzione nell'architettura contemporanea e architetti spagnoli come Rafael Moneo, Santiago Calatrava, Ricardo Bofill e molti altri hanno guadagnato fama mondiale.

#### Patrimoni dell'umanità
Numerosi siti della Spagna sono stati iscritti nella Lista dei patrimoni dell'umanità dell'UNESCO.

### Letteratura

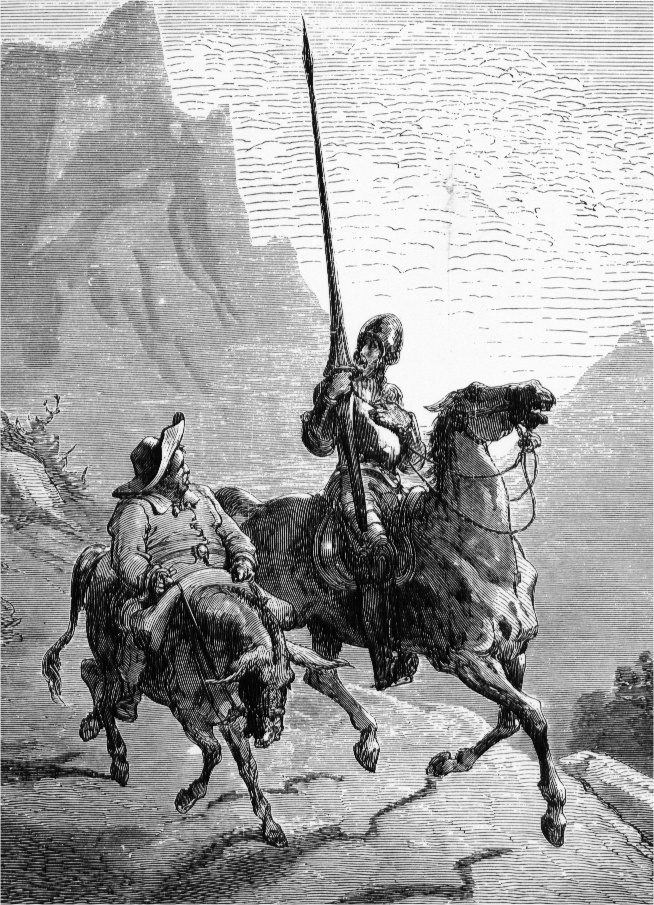
Illustrazione del Don Chisciotte di Miguel de Cervantes.

Con il termine letteratura spagnola ci si riferisce alla produzione letteraria scritta in lingua spagnola, tra cui la letteratura in lingua spagnola composta da scrittori non necessariamente spagnoli. Per le storiche diversità geografica e generazionali, la letteratura spagnola ha conosciuto un gran numero di influenze ed è molto disomogenea. Alcuni movimenti letterari più importanti possono essere identificati all'interno di essa.
Miguel de Cervantes è probabilmente l'autore più famoso della Spagna e il suo Don Chisciotte è considerata l'opera più emblematica nel canone della letteratura spagnola e un classico fondatore della letteratura occidentale.

### Filosofia

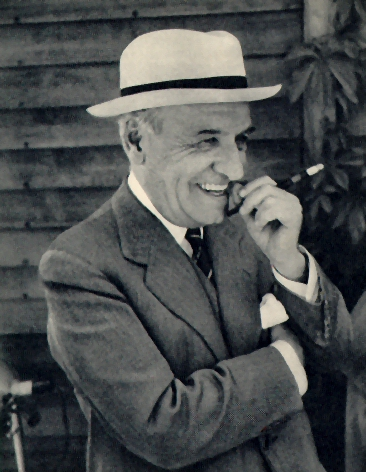
José Ortega y Gasset.

Importante esponente della cultura medievale e dell'etimologia fu Isidoro di Siviglia, autore, appunto, delle Etymologiae (c.636 d.C.)
Tra il XIII e il XIV secolo si distinse il filosofo, teologo e alchimista Raimondo Lullo, inventore, tra l'altro, di un metodo denominato Ars magna.
Nel XVI secolo, nell'epoca della Riforma, si distinse la figura di Michele Serveto, esponente dell'Antitrinitarismo e autore dell'opera Christianismi restitutio (1553).
Inoltre il 28 settembre 1569 venne pubblicata a Basilea, in Svizzera, la prima traduzione completa della Bibbia in spagnolo, detta Bibbia dell'orso (Biblia del oso), da Casiodoro de Reina.
Sempre nel XVI secolo si distinse la figura di Sant'Ignazio di Loyola, fondatore della Compagnia di Gesù (1540) e autore degli Esercizi spirituali (1548), e della religiosa e mistica Santa Teresa d'Avila, importante esponente della Controriforma cattolica e autrice del saggio Il castello interiore (1577). Si distinse, inoltre la figura del teologo e gesuita Luis de Molina, autore de Concordia liberi arbitrii cum gratiae donis, divina praescientia, providentia, praedestinatione et reprobatione (1588), e da cui derivò l'importante corrente di pensiero del molinismo.
Tra il XVI e il XVII secolo ricordiamo la figura di Francisco Suárez, tra i maggiori esponenti della scolastica barocca, della scuola di Salamanca, e autore delle Disputationes metaphysicae (1597). Nel XVII secolo, sia nell'ambito della filosofia morale che in ambito letterario, spicca la figura di Baltasar Gracián, noto, in particolare, per l'Oracolo manuale e arte della prudenza (1647).
Nel XX secolo ricordiamo la figura di José Ortega y Gasset, esponente dell'esistenzialismo, del prospettivismo e, in seguito, del raziovitalismo.
Tra le personalità femminili, nel XX secolo, si distinse María Zambrano, esponente della Generazione del '36.

### Pedagogia
In ambito pedagogico da ricordare l'importante contributo, durante il medioevo, da parte di Raimondo Lullo, autore del trattato pedagogico La dottrina puerile (1274-1276)

### Diritto
In campo giuridico, nel XVI secolo, è da ricordare la figura di Francisco de Vitoria, tra i fondatori del diritto internazionale, padre e importante esponente della Scuola di Salamanca (o scolastica spagnola) e autore dell'opera Relectio de Indis (1538).

### Musica
Uno degli stili musicali spagnoli più conosciuti è il flamenco, il cui importante esponente, come cantante è Camarón de la Isla e come chitarrista Paco de Lucía, uno dei più grandi chitarristi di tutti i tempi. Un tipico strumento a percussione è costituito dalle nacchere.
Tra i cantanti spagnoli ricordiamo, tra gli altri, Lola Flores, anche attrice, Rocío Jurado, nota anche come La Chipionera e La más grande, la cantante di origine gitana Isabel Pantoja, importante esponente della Copla andalusa, David Bisbal e ancora Julio Iglesias, il figlio Enrique Iglesias, Pau Donés, leader del gruppo rock latino Jarabe de Palo e Álvaro Soler. Tenore lirico-drammatico e cantante d'opera di fama mondiale è Plácido Domingo. Nota soprano fu anche Montserrat Caballé.
Tra i più noti compositori spagnoli del XIX secolo ricordiamo il violinista Pablo de Sarasate. Tra i compositori, vissuti tra il XIX e il XX secolo, ricordiamo Isaac Albéniz, esponente del post-Romanticismo musicale e Enrique Granados e Manuel de Falla, esponenti rispettivamente del nazionalismo musicale e dell'impressionismo musicale. Nel XX secolo la musica classica ha un importante esponente in Joaquín Rodrigo.
Un importante contributo allo studio della chitarra classica è stato dato da Andrés Segovia. Nello sviluppo dell'uso della chitarra classica moderna contribuì anche Francisco Tárrega. E ancora è da ricordare la figura del violoncellista Pau Casals (1876-1973): la data della sua nascita, il 29 dicembre, viene celebrata nel mondo con la Giornata internazionale del violoncello..

### Cinema
Il cinema spagnolo ha ottenuto importanti successi internazionali, Luis Buñuel, spagnolo di nascita, poi naturalizzato messicano, fu il primo regista a vincere, pur con una produzione francese, un premio Oscar come miglior film in lingua straniera nel 1973 per Il fascino discreto della borghesia, oltre a una nomination per la miglior sceneggiatura originale.
Gli altri registi capaci di conquistare la statuetta come miglior film in lingua straniera sono stati José Luis Garci per Volver a empezar nel 1983 (primo film spagnolo a vincere l'Oscar al miglior film straniero), Fernando Trueba per Belle Époque nel 1994, Pedro Almodóvar per Tutto su mia madre nel 2000, a cui sono andati anche altri riconoscimenti internazionali, e Alejandro Amenábar per Mare dentro.
Buñuel nel 1961 si aggiudicò anche la palma d'oro per Viridiana.
Altri registi spagnoli di fama sono Segundo de Chomón, Florián Rey, Luis García Berlanga, Carlos Saura, Julio Medem e Bigas Luna.
Tra gli attori di fama internazionale ricordiamo Antonio Banderas, Penélope Cruz, Oscar come miglior attrice non protagonista nel 2009, e Javier Bardem, Oscar come miglior attore non protagonista nel 2008, e Fernando Rey.

### Scienza

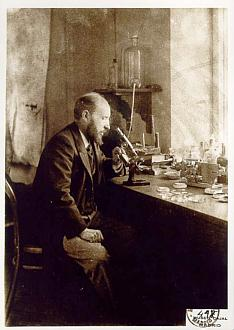
Santiago Ramón y Cajal, tra i maggiori esponenti dell'istologia e dell'anatomia patologica.

Nel corso del XVI secolo si distinse la figura del teologo e medico Michele Serveto, noto anche per la descrizione della circolazione polmonare nell'opera Christianismi restitutio (1553). Tra i più grandi scienziati spagnoli che si distinsero nel xx secolo bisogna citare Santiago Ramón y Cajal (1852-1934), (che sviluppò la dottrina del neurone, cioè l'idea secondo la quale i neuroni sono la formazione fondamentale e anche la funzionale del sistema nervoso), e Severo Ochoa (1905-1993), noto in particolare per le ricerche nella sintesi dell'RNA: vincitori, tra l'altro, del Premio Nobel per la medicina rispettivamente nel 1906 e 1959.

#### Chimica
- 1783: viene scoperto il tungsteno (o wolframio), dai chimici spagnoli, i fratelli Fausto Delhuyar e Juan José Delhuyar, scoperta esposta nell'opera Análisis químico de volfram y examen de un nuevo metal que entra en su composición.

### Tecnologia
- 1919: l'invenzione dell'autogiro da parte di Juan de la Cierva

#### La Spagna nello spazio
- 14 giugno 1962: la Spagna entra a far parte dell'Agenzia spaziale europea.
- 15 novembre 1974: viene lanciato INTASAT, il primo satellite spagnolo
- 29 ottobre 1998: Pedro Duque è il primo spagnolo ad andare nello spazio

### Le grandi esplorazioni

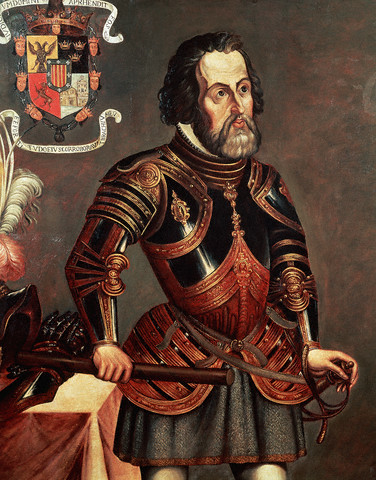
Hernán Cortés, il Conquistador del Messico.

- 1513: scoperta dell'Oceano Pacifico da parte di Vasco Núñez de Balboa
- 1519 1521: Conquista dell'impero azteco (o conquista del Messico) da parte di Hernán Cortés
- 6 settembre 1522: Viene completata la prima circumnavigazione della Terra da Juan Sebastián Elcano
- La conquista dell'impero inca e la fondazione di Lima (1535), capitale del Perù, da parte di Francisco Pizarro
- 10 marzo 1535: scoperta delle isole Galápagos, da parte del vescovo spagnolo Tomás de Berlanga
- 12 febbraio 1541: fondazione della città di Santiago del Cile, da parte di Pedro de Valdivia
- 25 luglio 1567: fondazione della città di Caracas, oggi capitale del Venezuela, da parte di Diego de Losada
- 11 giugno 1580: fondazione di Buenos Aires, da parte di Juan de Garay

### Gastronomia
Tra le specialità della cucina spagnola ricordiamo in particolare la paella.
Tra le bevande alcoliche nota è invece la sangria.

## Sport

### Calcio

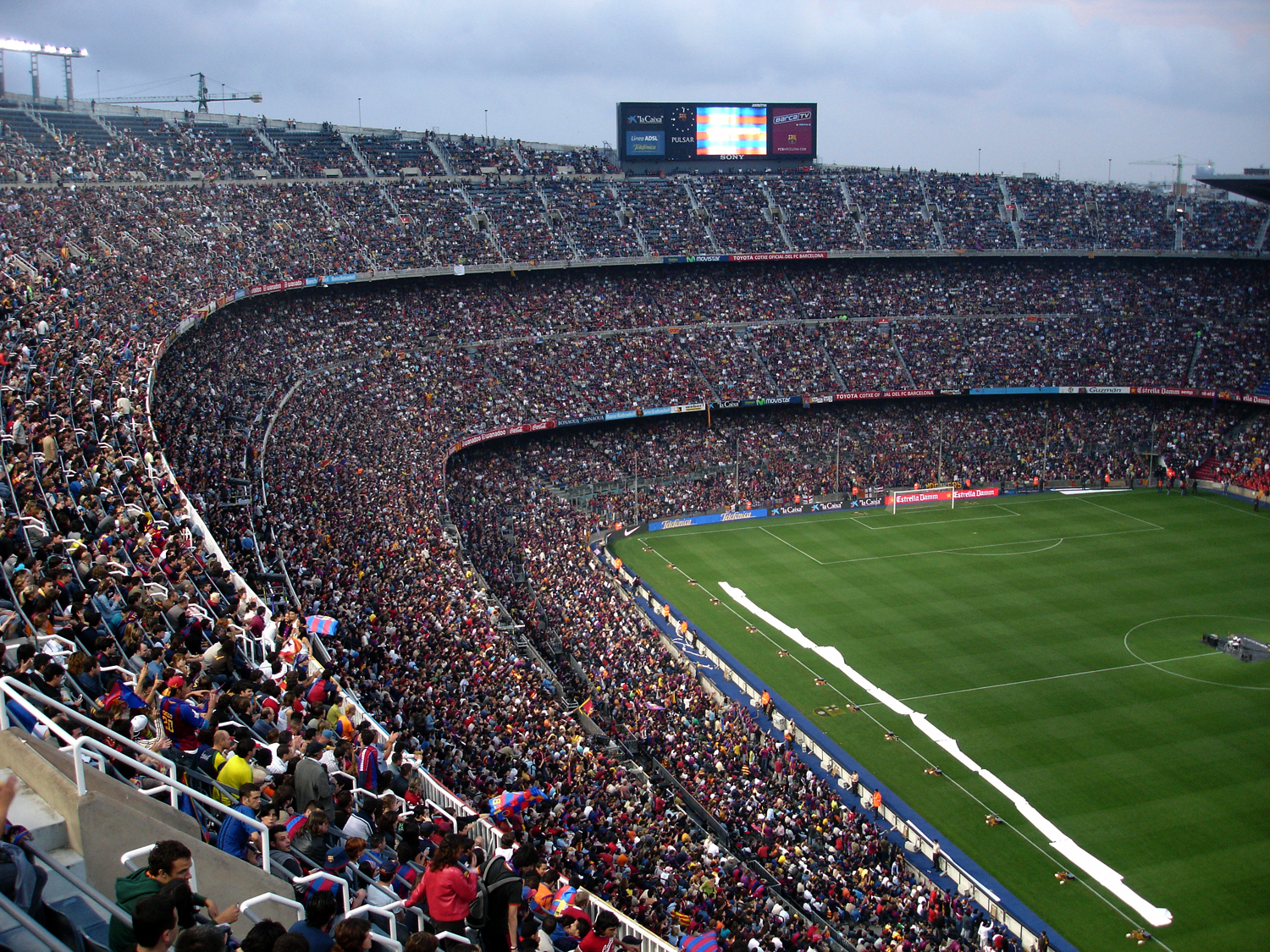
Camp Nou a Barcellona.

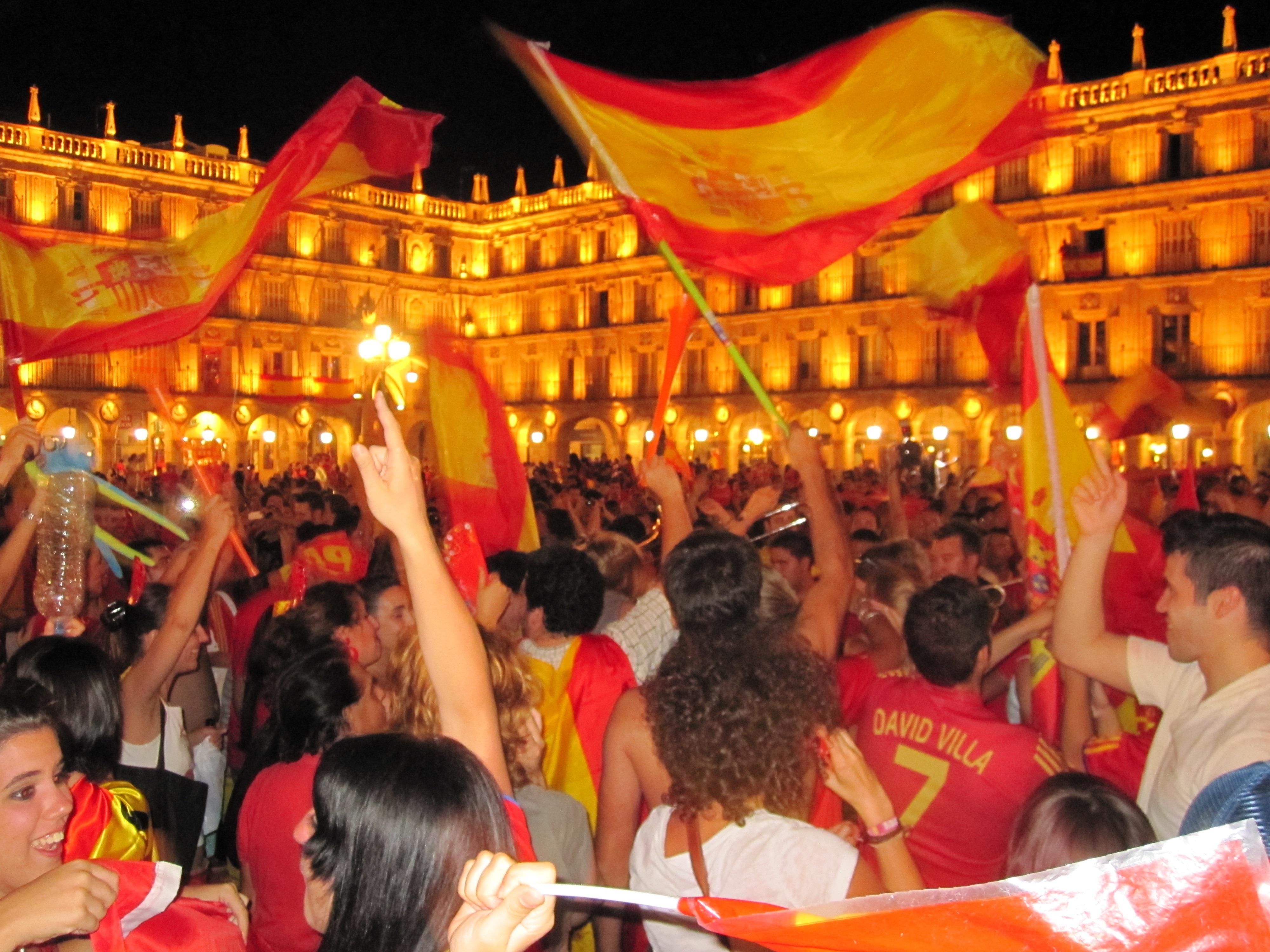
Un gruppo di spagnoli festeggia la vittoria dei mondiali di calcio 2010 a Salamanca.

L'interesse sportivo in Spagna è dominato dal calcio. La nazionale di calcio spagnola, ha vinto quattro edizioni del campionato europeo di calcio; nel 1964, nel 2008, nel 2012 e nel 2024 e un'edizione de Campionato mondiale di calcio nel 2010. Il campionato spagnolo di calcio è considerato come uno dei migliori al mondo poiché il Barcellona, il Real Madrid e l'Atletico Madrid sono tra squadre più titolate al mondo.
Tra i grandi calciatori spagnoli ricordiamo Alfredo Di Stéfano, argentino ma naturalizzato spagnolo, Francisco Gento, inserito nella lista Miglior calciatore del XX secolo IFFHS, posizione numero 30, László Kubala, Emilio Butragueño, Luis Enrique e Raúl, inseriti nella lista FIFA 100. E ancora David Villa, capocannoniere della nazionale spagnola con 59 reti con gli altri campioni del mondo, Andres Iniesta e Xavi Hernandez centrocampisti del grande Barcellona.

### Tennis
Rafael Nadal è il leader del tennis spagnolo e ha vinto diversi titoli del Grande Slam con campioni del passato come Sergi Bruguera, Arantxa Sánchez Vicario, Conchita Martínez, Àlex Corretja, Albert Costa, Carlos Moyá, Alberto Berasategui, Juan Carlos Ferrero; anche la squadra spagnola di Coppa Davis ha ottenuto ottimi risultati con 5 titoli conquistati tra il 2000 e il 2011.Inoltre, Carlos Alcaraz è stato primo al mondo nel 2022 e 2023
Padel
Negli ultimi anni, con la diffusione del padel in Spagna, il paese ad oggi vanta di aver vinto 4 titoli mondiali maschili; nel 1998, nel 2008, nel 2010 e nel 2021, E 8 titoli mondiali femminili; nel 1998, nel 2000, nel 2006, nel 2014, nel 2016, nel 2018, nel 2021 e nel 2022. Inoltre assieme all'Argentina è considerata tra le nazionali dominanti in questo sport, avendo diversi giocatori nel circuito come Alejandro Galán Romo, Juan Lebrón Chincoa o Arturo Coello. Si stima che la Spagna sia il paese europeo con più praticanti di padel.

### Ciclismo
Alberto Contador è il ciclista leader spagnolo e ha vinto diversi titoli del Grand Tour tra cui tre titoli del Tour de France: egli è inoltre uno dei soli sette ciclisti ad aver vinto almeno una volta tutti e tre i Grandi Giri. Altri ciclisti spagnoli famosi sono Luis Ocaña, Federico Bahamontes, Miguel Indurain, Abraham Olano, Carlos Sastre e Alejandro Valverde.

### Automobilismo
Nella Formula 1 Fernando Alonso è stato il primo pilota spagnolo a vincere un campionato del mondo nel 2005 e nel 2006. Oltre ad Alonso, anche Pedro de la Rosa e Carlos Sainz Jr. hanno ottenuto risultati di rilievo in questa disciplina.
Dal 1986 con cadenza annuale il Gran Premio di Spagna fa parte del calendario della Formula 1, dal 1991 si disputa presso il Circuito di Catalogna. Dal 2008 al 2012 la Spagna ha ospitato due Gran Premiː il Gran Premio d'Europa infatti, in questo periodo, è stato organizzato presso il Circuito urbano di Valencia.
Tra le squadre la HRT Formula 1 Team, scuderia spagnola fondata da Adrian Campos, ha gareggiato in Formula 1 dal 2010 al 2012 ottenendo come miglior risultato il tredicesimo posto al Gran Premio del Canada 2011 con Vitantonio Liuzzi.

### Motociclismo
Nel motociclismo la Spagna vanta un'estesa e costante partecipazione di piloti alle varie categorie continentali e mondiali, oltre ad alcune case motociclistiche come Bultaco, Derbi e GasGas. Tra i piloti più vincenti ricordiamo il castigliano Ángel Nieto, vincitore di 13 titoli al motomondiale, il catalano Marc Marquez vincitore di 8 titoli, il maiorchino Jorge Lorenzo vincitore di 5 titoli e Daniel Pedrosa, catalano come Marquez, vincitore di tre titoli del motomondiale consecutivi.

### Pallacanestro
La Nazionale di pallacanestro della Spagna ha ottenuto importanti affermazioni in campo internazionale tra cui due titoli mondiali nel 2006 e nel 2019. Tra i cestisti di fama ricordiamo Pau Gasol, Marc Gasol e Ricky Rubio. Le squadre che compongono la Liga ACB (la lega nazionale di pallacanestro) più titolate di Spagna sono il Real Madrid Baloncesto, il Futbol Club Barcelona Bàsquet, il Club Joventut de Badalona e il Saski Baskonia.

### Football americano
È presente anche il Campionato spagnolo di football americano.

### Giochi olimpici
Il primo oro olimpico (e anche prima medaglia olimpica) per la Spagna è stato conquistato nella disciplina della palla basca (pelota basca) maschile a squadre da José de Amézola e Francisco Villota, ai Giochi olimpici di Parigi 1900.

### Altri sport
Basket, tennis, ciclismo, pallamano e, ultimamente, la Formula Uno hanno incrementato il loro successo, grazie anche alla presenza di campioni spagnoli in queste discipline. L'industria del turismo ha portato a un miglioramento delle infrastrutture sportive, in particolare per gli sport acquatici, per il golf e lo sci. Nel nord della Spagna, il gioco della pelota è molto popolare.

### Eventi sportivi
Le Olimpiadi estive del 1992 si sono tenute a Barcellona.

### Alpinismo
- 14 maggio 1990: primo spagnolo a raggiungere la vetta del monte Everest: è Martín Zabaleta[70]
- 23 maggio 1996: prima donna spagnola a raggiungere la vetta del monte Everest; è Araceli Segarra.

### La corrida
Importante è anche la corrida spagnola, cioè uno sport tradizionale non molto diffuso nei territori al di fuori dell'omonimo Stato o comunque di quelli che hanno avuto una influenza culturale da esso nel passato, anche se risulta essere particolarmente conosciuto in tutto il mondo per le sue caratteristiche che lo contraddistinguono da ogni altra tipologia di disciplina.

## Festività e ricorrenze nazionali
| Data        | Nome                                               | Significato                                                               |
| ----------- | -------------------------------------------------- | ------------------------------------------------------------------------- |
| 23 aprile   | Giornata della lingua spagnola nelle Nazioni Unite | per celebrare la lingua spagnola nel mondo                                |
| 12 ottobre  | Festa nazionale spagnola                           | celebra la scoperta dell'America da parte di Cristoforo Colombo, nel 1492 |
| 27 novembre | Día del Maestro                                    | in onore a Giuseppe Calasanzio                                            |
| 6 dicembre  | Giorno della Costituzione della Spagna             | celebra la costituzione spagnola del 1978                                 |
| 25 dicembre | Natale in Spagna                                   | celebrazione per la ricorrenza del Natale                                 |